# Умершие в августе 2024 года
Это список известных людей, соответствующих установленным критериям значимости (см. Википедия:Критерии значимости персоналий), умерших в августе 2024 года.
Причина смерти указывается лишь в исключительных случаях (убийство, самоубийство, гибель в результате военных действий, смертная казнь, ДТП или несчастные случаи). В остальных случаях — не указывается.

## 31 августа

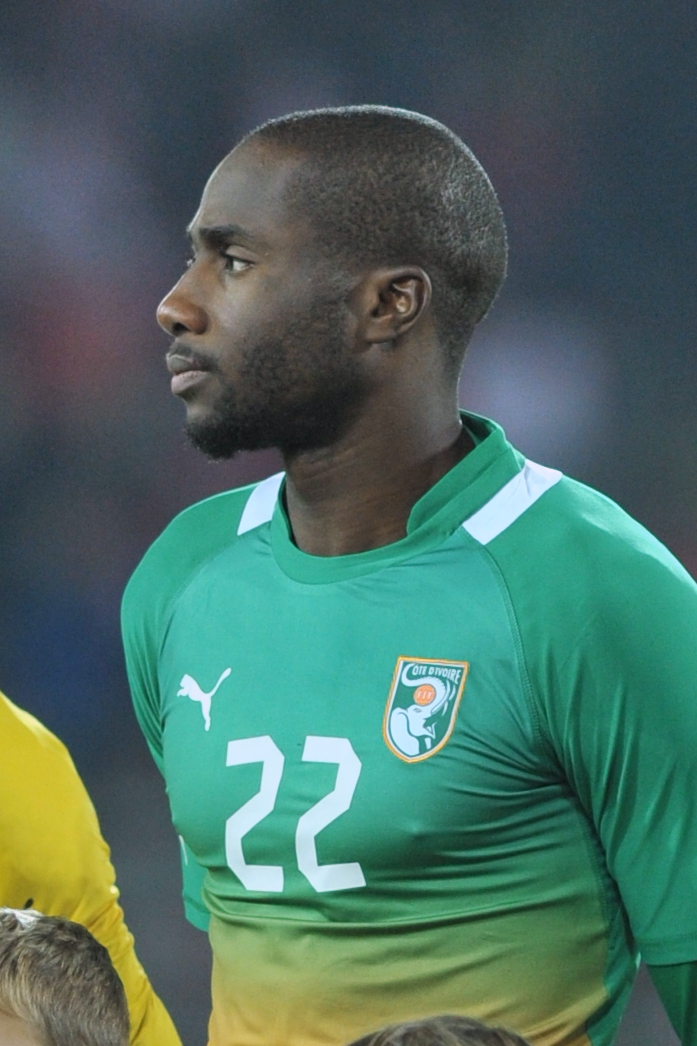
Сол Бамба

Валентин Росляков

- Алвес, Мария ду Карму[порт.] (83) — бразильская политическая деятельница, сенатор (1999—2023)[1].
- Арсанукаев, Муса Килабович (72) — чеченский писатель и журналист, народный писатель Чеченской Республики[2].
- Бамба, Сол (39) — ивуарийский футболист, игрок национальной сборной[3].
- Безмалинович, Мислав (57) — югославский и хорватский ватерполист, олимпийский чемпион (1988) и чемпион мира (1991) в составе сборной Югославии[4].
- Бурмакин, Владимир Иванович (86) — советский и узбекский художник[5].
- Дивисон, Айвен[англ.] (90) — австралийский политический деятель, лорд-мэр Мельбурна (1996—1999)[6].
- Зингани, Вилли[англ.] (70) — малавийский журналист и писатель[7].
- Малявский, Георгий Рафаилович (77) — советский и белорусский актёр, заслуженный артист Белорусской ССР (1991)[8].
- Медведев, Игорь Павлович (88) — советский и российский историк, академик РАН (2016)[9].
- Ндефо, Оби[англ.] (51) — американский актёр[10].
- Парментель, Ноэль[англ.] (98) — американский эссеист[11].
- Росляков, Валентин Прокофьевич (108) — советский военнослужащий, старейший в России ветеран Великой Отечественной войны[12].
- Слушник, Виктор Петрович (98) — советский и российский живописец, заслуженный художник Российской Федерации (2003)[13].
- Чупров, Николай Евгеньевич (79) — советский и российский актёр, заслуженный артист Российской Федерации (1997)[14].

## 30 августа

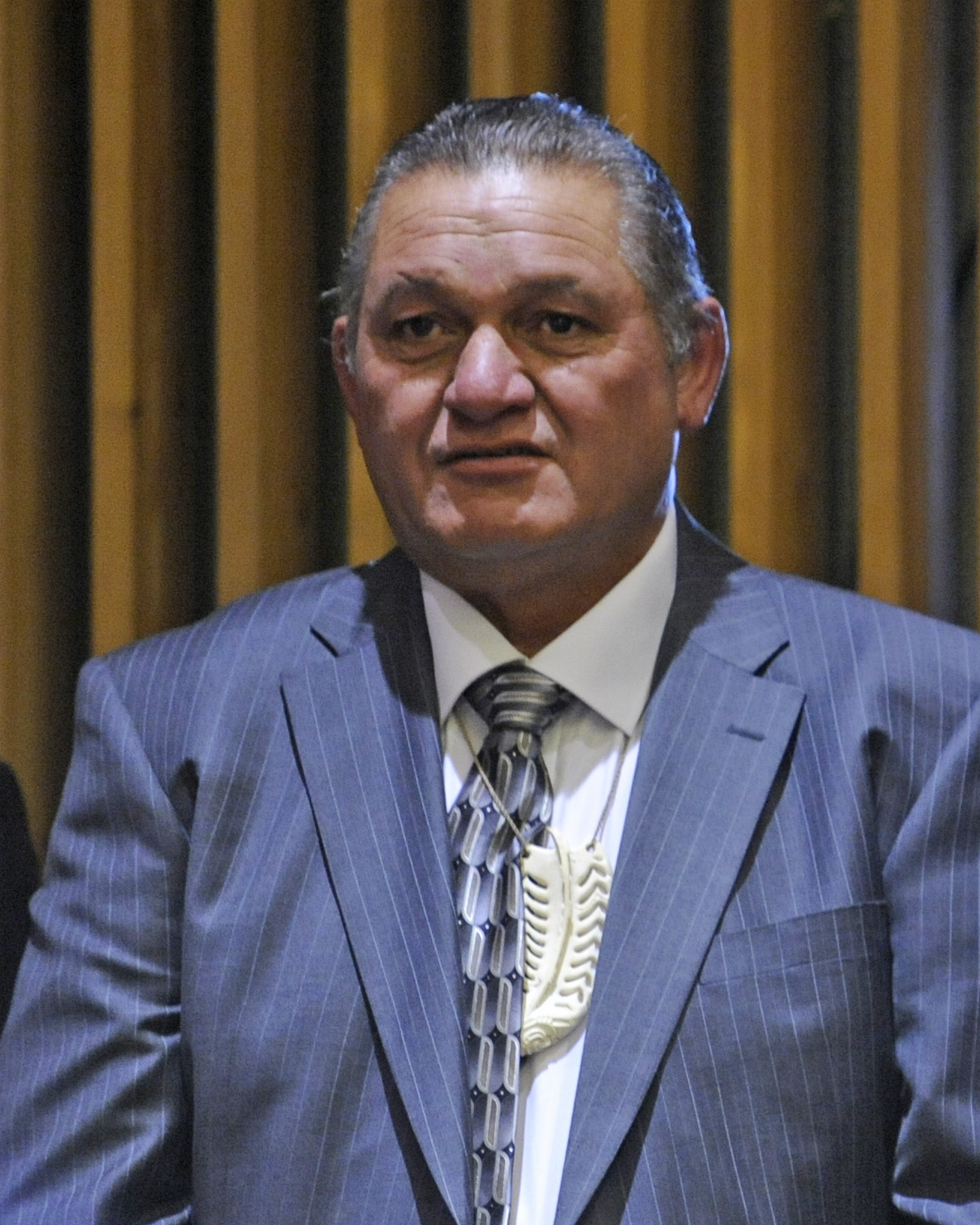
Тухеитиа Паки

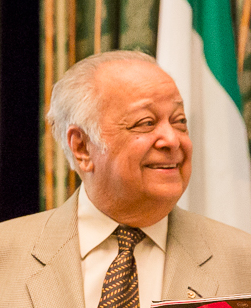
Шридат Рампал

- Годрова, Даниэла (78) — чешская писательница, лауреат Премии Франца Кафки (2012)[15].
- Джиоев, Захарий Тенгизович (47) — российский государственный деятель, руководитель Федерального агентства морского и речного транспорта (2022—2024)[16].
- Ёсиока, Масамицу (106) — японский военный, последний остававшийся в живых участник нападения на Перл-Харбор[17].
- Жулпа, Робертас Римантович (64) — советский пловец, олимпийский чемпион (1980)[18].
- Сильвестрини, Витторио[итал.] (89) — итальянский физик и писатель[19].
- Сото, Освальдо Рамос[исп.] (77) — гондурасский политический деятель, депутат Конгресса (2006—2022), ректор Национального университета Гондураса (1982—1988)[20].
- Тухеитиа Паки (69) — король маори (с 2006)[21].
- Фадзари, Мишель (37) — канадская спортсменка (вольная борьба), бронзовый призёр чемпионата мира (2017)[22].
- Шридат Рампал (95) — гайанский политический и государственный деятель, генеральный прокурор (1965), министр иностранных дел (1972—1975), генеральный секретарь Содружества наций (1975—1990)[23].
- Яценко, Михаил Петрович (66) — российский философ, политолог и историк[24].
- Fatman Scoop[англ.] (53) — американский рэпер[25].

## 29 августа

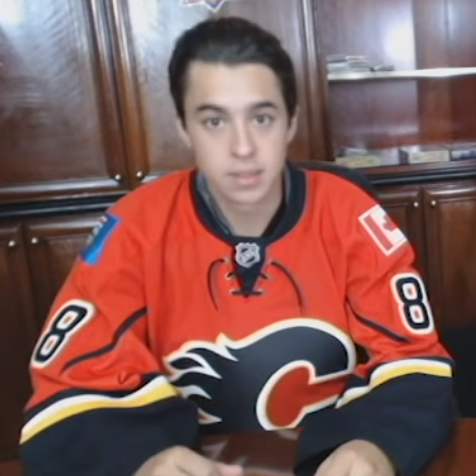
Джонни Годро

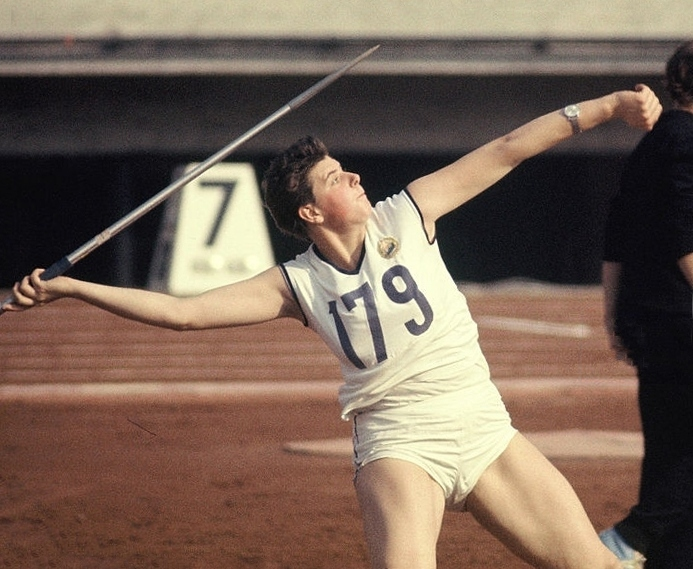
Михаэла Пенеш

- Базлик, Мирослав (93) — чехословацкий и словацкий композитор[26].
- Бартончик, Йозеф[чеш.] (81) — чехословацкий политический деятель, депутат Федерального собрания (1982—1992)[27].
- Бендлин, Курт[нем.] (81) — западногерманский десятиборец, бронзовый призёр Олимпийских игр (1968)[28].
- Годро, Джонни (31) — американский хоккеист, бронзовый призёр чемпионата мира (2018); ДТП[29].
- Годро, Мэттью[швед.] (29) — американский хоккеист; ДТП[30].
- Гомес-Наварро, Хавьер[исп.] (78) — испанский политический деятель, министр труда и туризма (1993—1996)[31].
- Де Видович, Ренцо[итал.] (90) — итальянский политический деятель, депутат Парламента (1972—1976)[32].
- Калишту, Адолфу (80) — португальский футболист, игрок национальной сборной[33].
- Орлов, Виктор Владимирович (94) — советский и российский физик-ядерщик, заслуженный деятель науки Российской Федерации (2005)[34].
- Пенеш, Михаэла (77) — румынская метательница копья, олимпийская чемпионка (1964)[35].
- Стёпин, Андрей Михайлович (64) — советский и российский контрабасист, заслуженный артист Российской Федерации (2005)[36].
- Таккелла, Жан-Шарль[фр.] (98) — французский режиссёр и сценарист[37].
- Упениеце, Эви (99) — латвийский скульптор[38].

## 28 августа

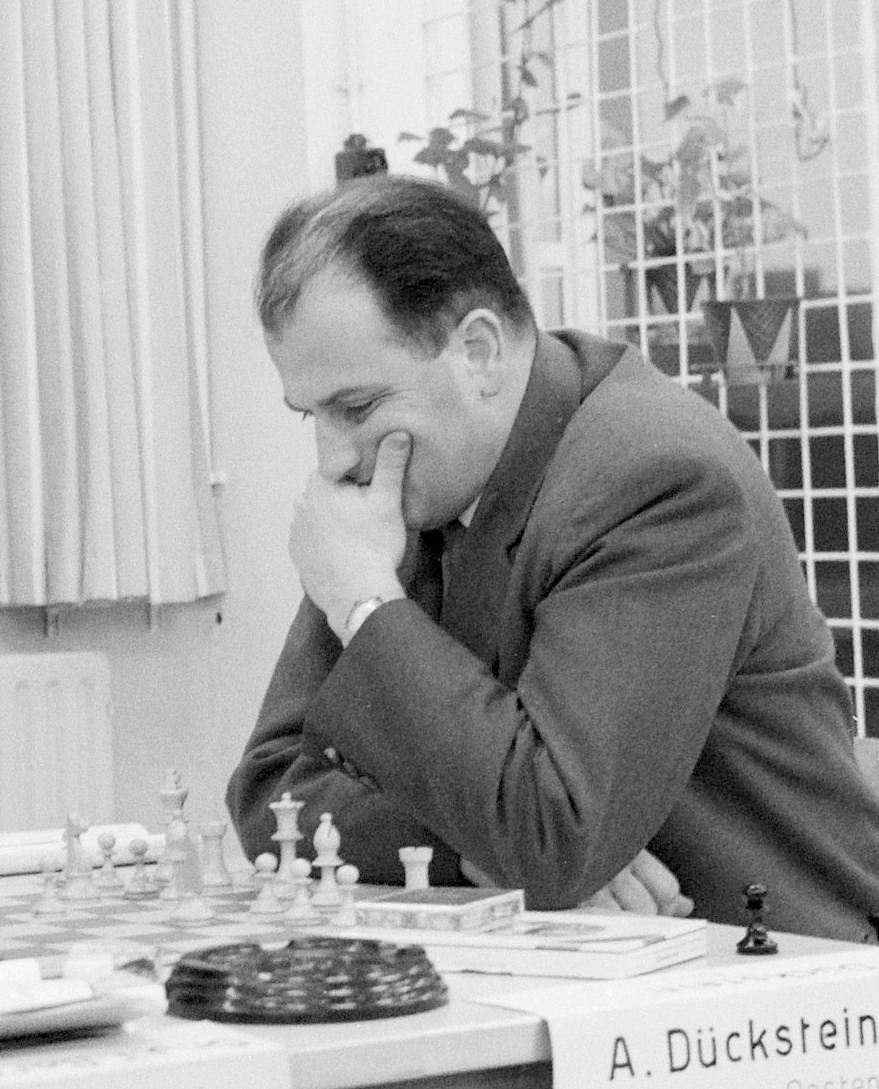
Андреас Дюкштейн

- Антрих, Адольф[нем.] (83) — австрийский футболист[39]
- Глибко, Ирина Александровна (34) — украинская гандболистка[40].
- Дюкштейн, Андреас (97) — австрийский шахматист[41].
- Пак Чон Иль, Михаэль (97) — южнокорейский католический прелат, епископ Чеджу (1977—1982), епископ Чонджу (1982—1988), епископ Масана (1988—2002)[42].
- Савчук, Михаил Николаевич (76) — советский и украинский учёный в области информатики и прикладной математики, член-корреспондент НАНУ (2018)[43].
- Сильберман, Стив[англ.] (66) — американский редактор и писатель[44].
- Юлдашев, Бехзод Садыкович (79) — советский и узбекский физик, академик (2000) и президент (2000—2005 и с 2017) Академии наук Узбекистана, иностранный член РАН (2022)[45].

## 27 августа

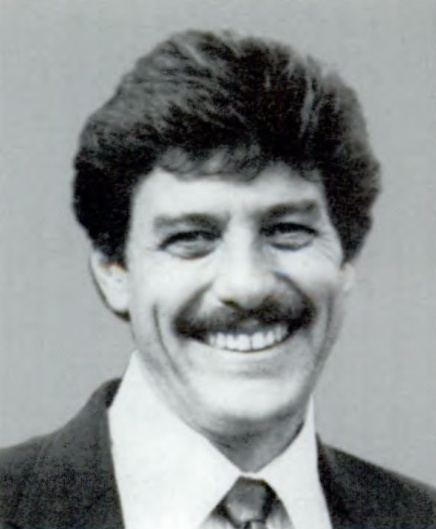
Боб Карр

- Айтматов, Ильгиз Торекулович (93) — советский и киргизский геолог, академик (1989) и президент (1990—1993) АН Киргизской ССР / НАН КР, брат Чингиза Айтматова[46].
- Добровинский, Евгений Максович (80) — советский и российский театральный художник и графический дизайнер, главный художник театра «Эрмитаж» (с 2014)[47].
- Искьердо, Хуан (27) — уругвайский футболист[48].
- Ито-Ямаидзуми, Кадзуко[яп.] (89) — японская спортсменка (настольный теннис), пятикратная чемпионка мира (1959, 1961, 1963)[49].
- Карр, Боб (81) — американский политик, член Палаты представителей (1975—1981, 1983—1995)[50].
- Кречман, Шарлотта (114) — немецкая супердолгожительница[51].
- Мохан (76) — индийский кинорежиссёр[52].
- Рольская, Рена[пол.] (92) — польская певица и актриса[53].
- Сергийчук, Сергей Иванович (53) — украинский государственный и политический деятель, председатель Черкасской ОГА (2020); погиб в результате ракетного удара[54].
- Шуп, Расти[англ.] (76) — американский метеоролог[55].

## 26 августа

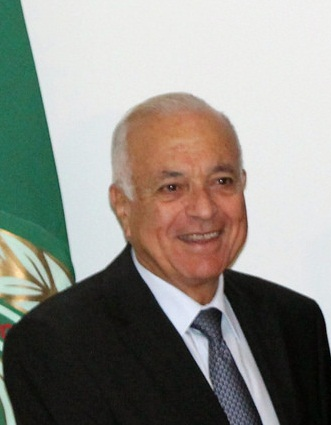
Набиль аль-Араби

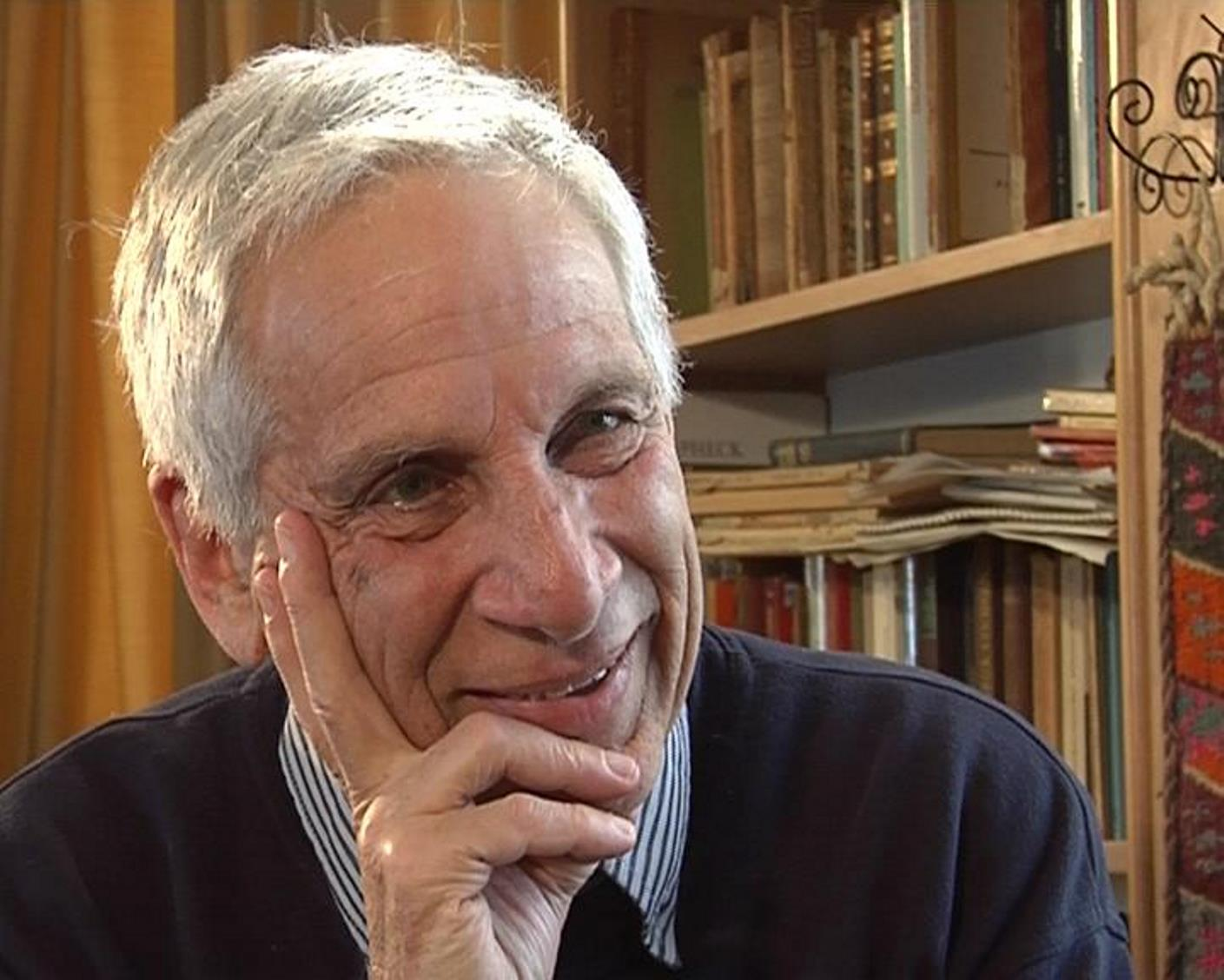
Александр Гёр

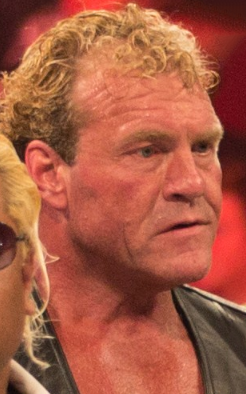
Сид Вишес

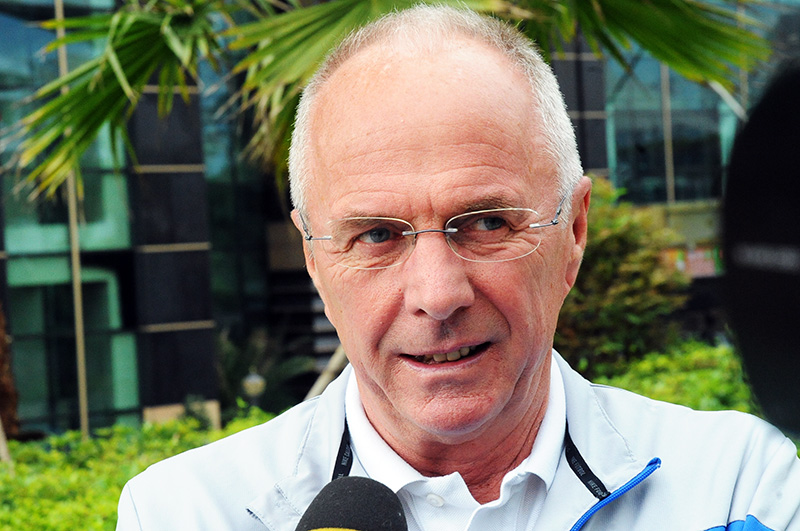
Свен-Ёран Эрикссон

- Аббасов, Литвин Ибис оглы[азерб.] (87) — советский и азербайджанский государственный и политический деятель, депутат Парламента (1990—1995)[56].
- Аль-Араби, Набиль (89) — египетский политик, министр иностранных дел (2011), генеральный секретарь Лиги арабских государств (2011—2016)[57].
- Буламатари, Доминик[фр.] (69) — конголезский католический прелат, епископ Молегбе (2009—2023)[58].
- Сид Вишес (63) — американский рестлер[59].
- Гаккель, Леонид Евгеньевич (88) — советский и российский музыковед, заслуженный деятель искусств Российской Федерации (1995)[60].
- Гёр, Александр (92) — британский композитор[61].
- Зием, Говард[англ.] (84) — американский порнорежиссёр[62].
- Майегун, Ноджим (83) — нигерийский боксёр, бронзовый призёр Олимпийских игр (1964)[63].
- Рыдный, Олег Анатольевич (57) — советский и российский футболист[64].
- Хуссейн, Рана Афзал[англ.] (77) — пакистанский политик, член Национальной ассамблеи (2008—2018)[65].
- Эрикссон, Свен-Ёран (76) — шведский футболист, тренер[66].

## 25 августа

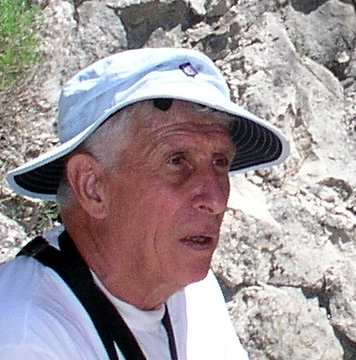
Мишель Сифр

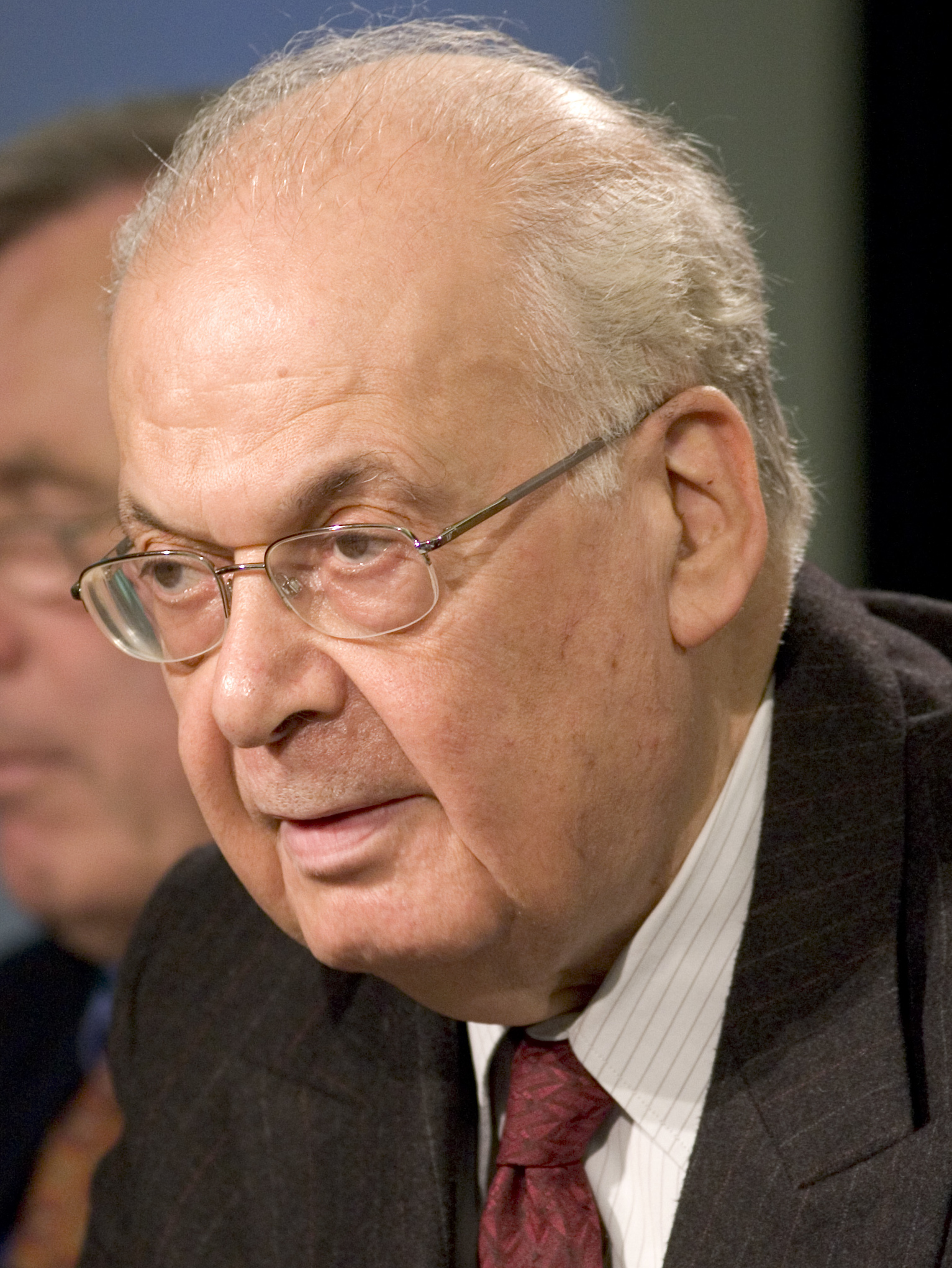
Селим Хосс

- Зильберман, Юрий Абрамович (78) — советский и украинский музыковед, педагог, заслуженный деятель искусств Украины (1998)[67].
- Квециньский, Збигнев (82) — польский педагог и социолог, академик ПАН (2013)[68].
- Сифр, Мишель (85) — французский геолог и спелеолог[69].
- Хосс, Селим (94) — ливанский государственный деятель, премьер-министр (1976—1980, 1987—1990, 1998—2000), и. о. президента (1988—1989, 1989)[70].
- Шевчук, Виктор Григорьевич (86) — советский и украинский физиолог, член-корреспондент Национальной академии педагогических наук Украины (1992)[71].

## 24 августа

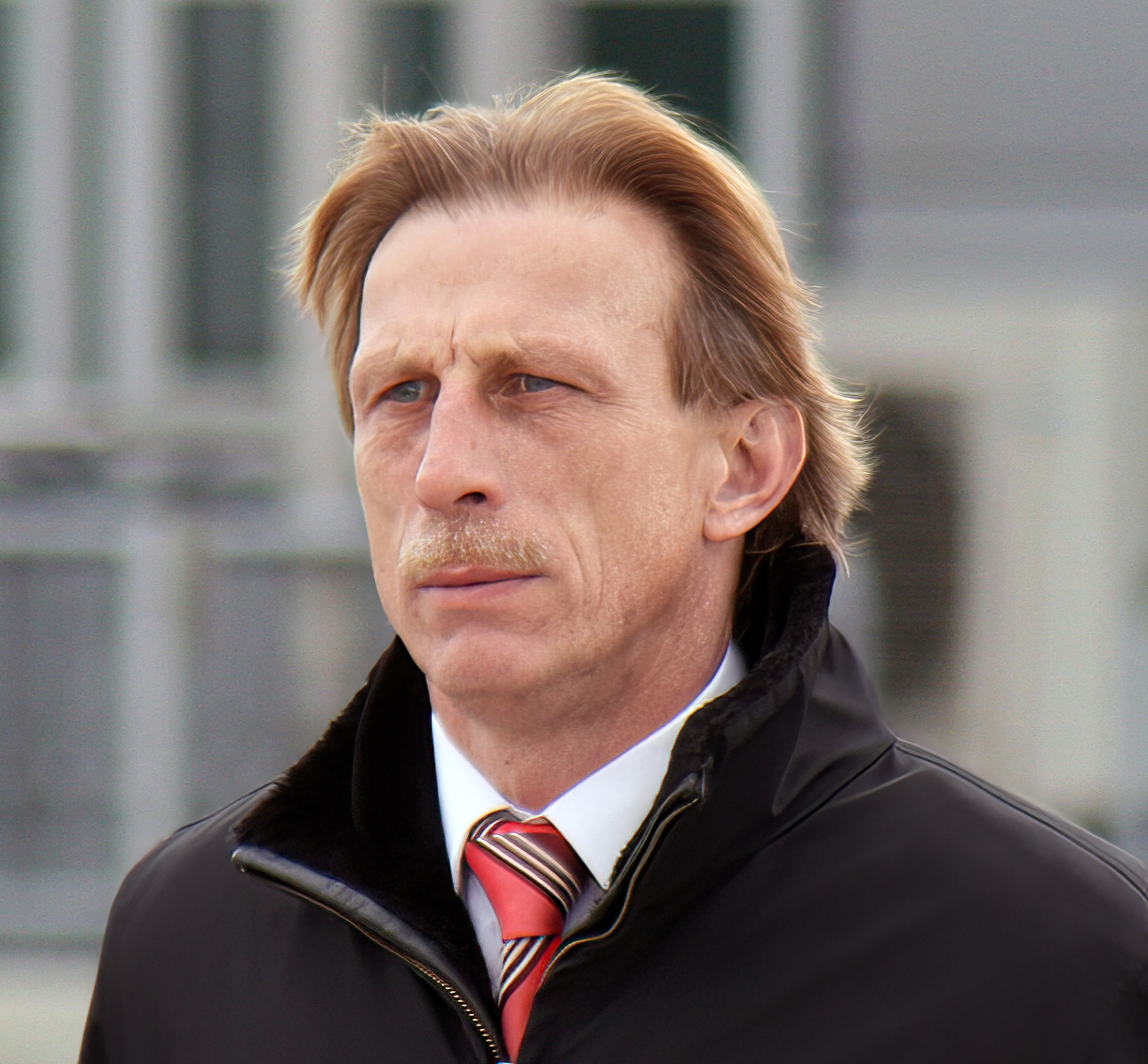
Кристоф Даум

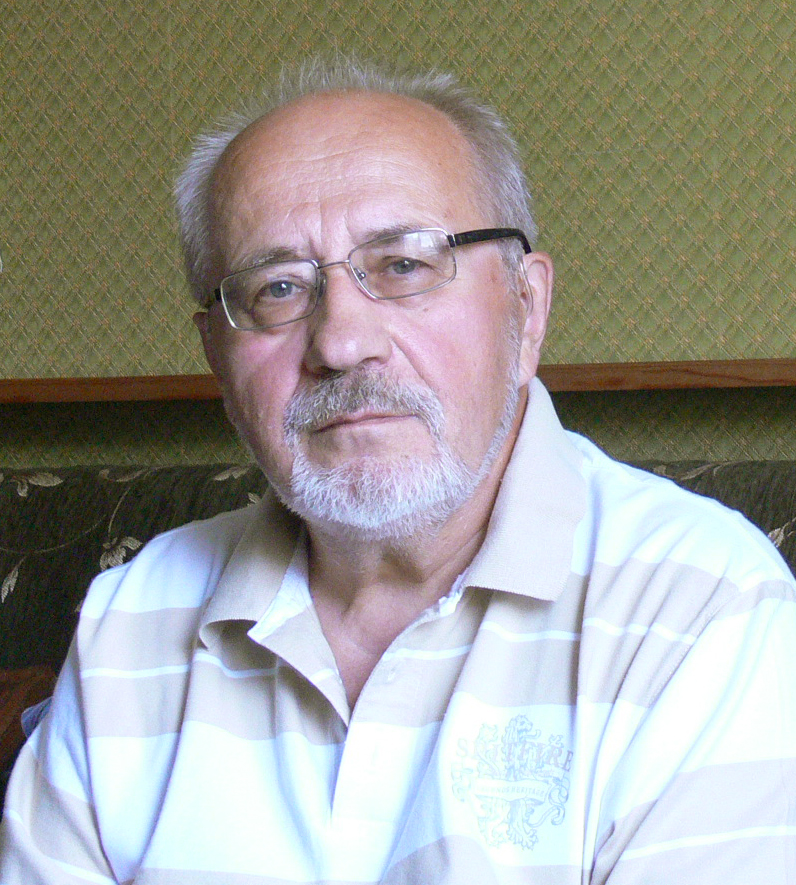
Виктор Пучков

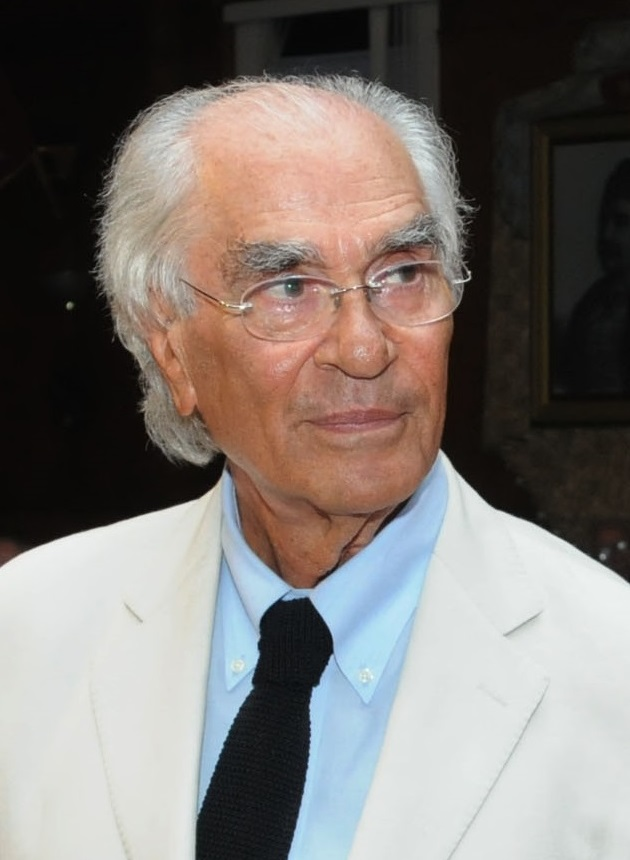
Христос Яннарас

- Багиньский, Збигнев[пол.] (75) — польский композитор и педагог[72].
- Бералду, Жеже[порт.] (68) — бразильская волейболистка[73].
- Ботри, Майкл[англ.] (86) — канадский драматург и театральный режиссёр[74].
- Гержманек, Карел[чеш.] (76) — чехословацкий и чешский актёр[75].
- Даум, Кристоф (70) — немецкий футболист и футбольный тренер[76].
- Кретцер, Адалберту[порт.] (76) — бразильский футболист («Флуминенсе», «Сан-Паулу»), чемпион Бразилии (1977)[77].
- Мамалыга, Олег Иванович (91) — советский и российский конструктор ракетных комплексов[78].
- Маркис, Клод[фр.] (44) — французский баскетболист, член национальной сборной[79].
- Пучков, Виктор Николаевич (86) — советский и российский геолог, директор ИГ УНЦ РАН (1991—2016), член-корреспондент РАН (2000)[80].
- Ремнёв, Леонид Яковлевич (78) — советский и российский актёр, народный артист Российской Федерации (2002)[81].
- Роден, Джордж (97) — ямайский спринтер, двукратный олимпийский чемпион (1952)[82].
- Сенанаяке, Рукман[англ.] (76) — шриланкийский политик, депутат Парламента (1973—1977, 1994—2010), министр по охране окружающей среды и природных ресурсов (2002—2004)[83].
- Торп, Стивен[англ.] (54) — новозеландский энтомолог; убит[84].
- Ху Пинчуань[кит.] (87) — китайский игрок в настольный теннис, бронзовый призёр чемпионатов мира (1956, 1957)[85].
- Яннарас, Христос (89) — греческий философ, богослов и писатель[86].

## 23 августа

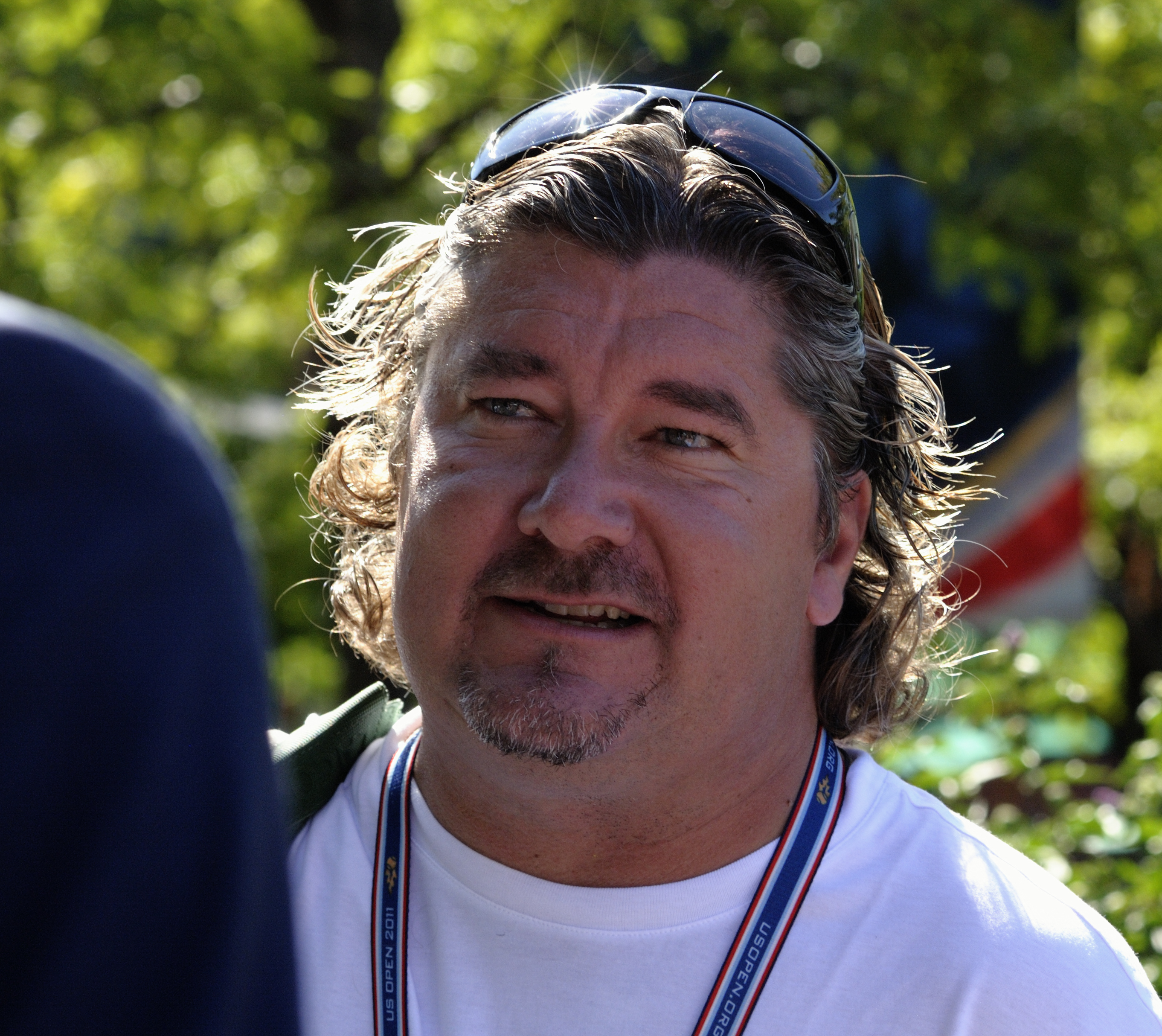
Петер Лундгрен

- Богачёва, Валентина Михайловна (71) — советский и российский живописец, заслуженный художник Российской Федерации (2007)[87].
- Бялко, Александр Андреевич (71) — российский журналист и литератор, игрок телеклуба «Что? Где? Когда?»[88].
- Дель Турко, Оттавиано[итал.] (79) — итальянский политический деятель, министр финансов (2000—2001), депутат Европейского парламента (2004—2005)[89].
- Дюбендаль, Труде (58) — норвежская лыжница, трёхкратный серебряный призёр Олимпийских игр (1988, 1992, 1994), чемпионка мира (1991)[90].
- Лукин, Дмитрий Сергеевич (86) — советский и российский радиофизик, заслуженный деятель науки Российской Федерации (1996)[91].
- Лундгрен, Петер (59) — шведский теннисист и тренер по теннису[92].
- Матич, Предраг (62) — хорватский политический деятель, депутат Европейского парламента (с 2019)[93].
- Мэлоун, Рассел[англ.] (60) — американский джазовый гитарист[94].
- Оби, Кристиан (57) — нигерийский футболист и футбольный тренер; ДТП[95].
- Пато, Иштван[венг.] (88) — венгерский актёр[96].
- Пашковский, Войцех[пол.] (64) — польский актёр и режиссёр[97].
- Рибейро, Катрин[фр.] (82) — французская певица и актриса[98].
- Штернберг, Шломо (87) — американский математик, член Национальной академии наук США (1986)[99].

## 22 августа

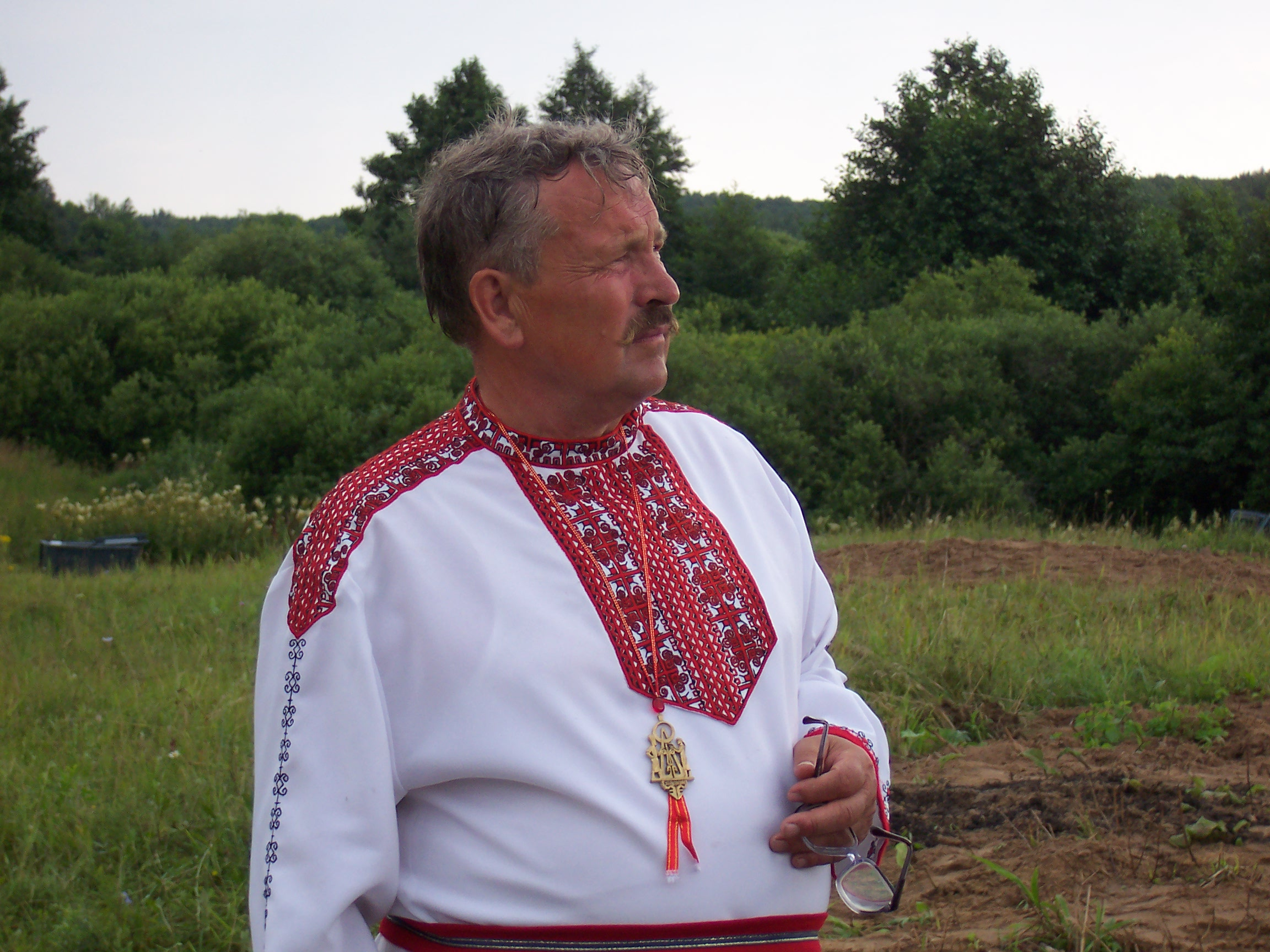
Кшуманцянь Пиргуж

- Величкин, Василий Иванович (92) — советский и российский геолог, член-корреспондент РАН (2000)[100].
- Д’Этторе, Феличе Маурицио[итал.] (64) — итальянский политический деятель, депутат Парламента (2018—2022)[101].
- Каддуми, Фарук аль[англ.] (93) — палестинский политик, генеральный секретарь ФАТХ (2004—2009)[102].
- Косых, Анатолий Владимирович (68) — российский учёный в области радиотехники и диагностики, ректор ОмГТУ (2015—2020)[103].
- Кшуманцянь Пиргуж (83) — деятель эрзянского национального движения, правозащитник[104].
- Смит, Гренвилл[англ.] (87) — валлийский футболист[105].
- Стрельцова, Галина Яковлевна (87) — советский и российский философ[106].
- Уильямс, Делвин[англ.] (85) — британский политический деятель, член Палаты общин (1979—1983)[107].

## 21 августа

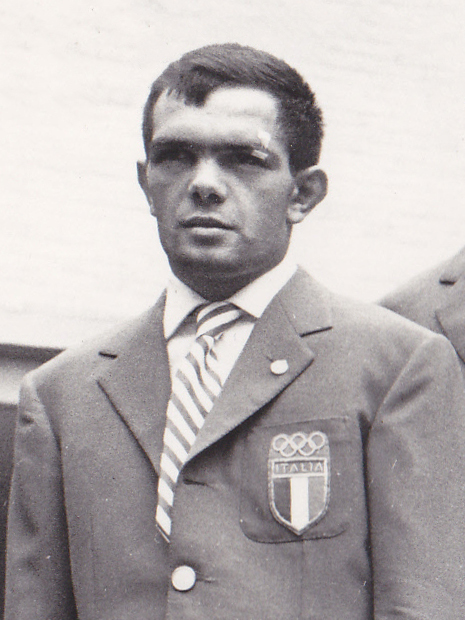
Примо Дзампарини

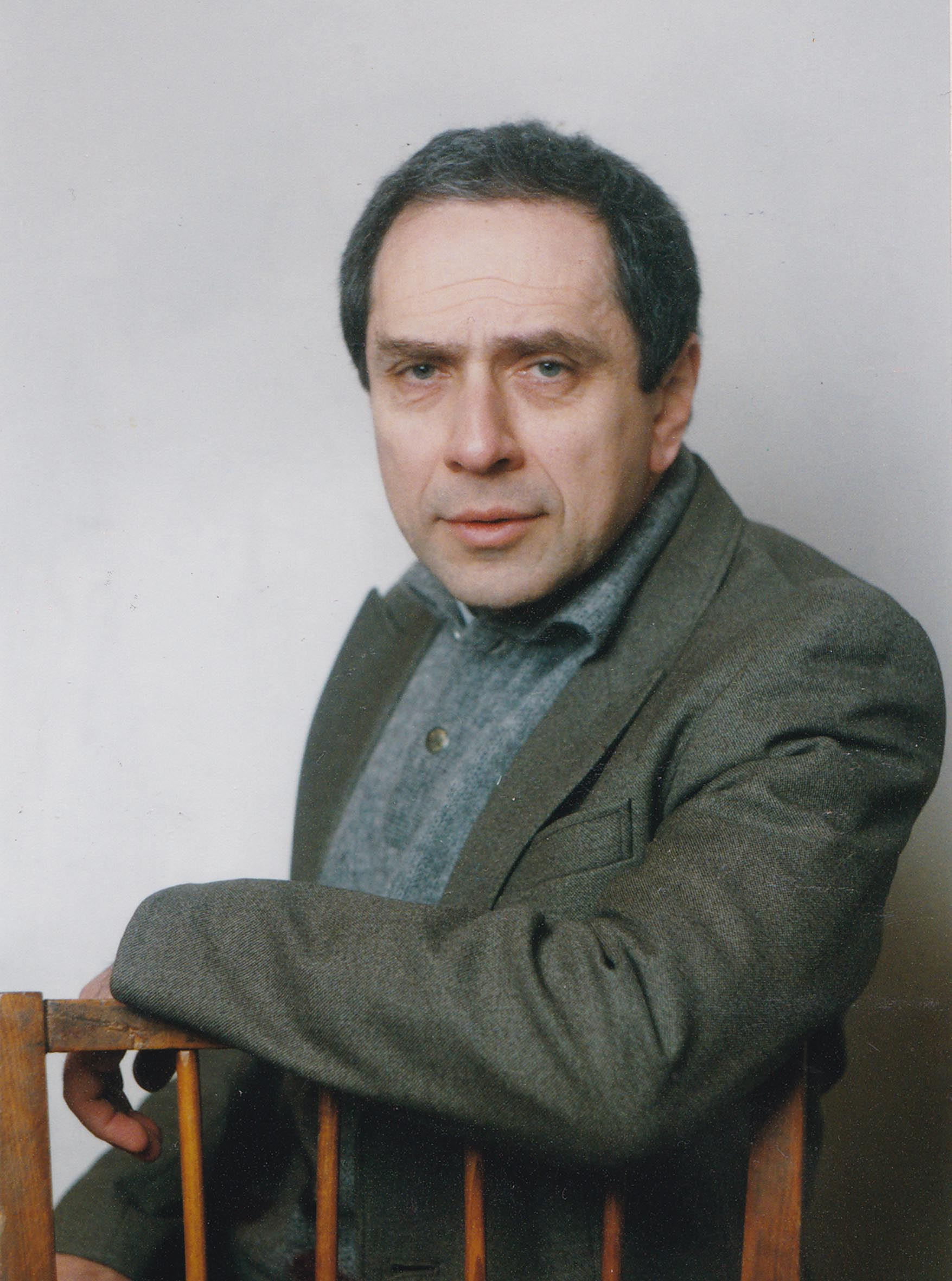
Захар Оскотский

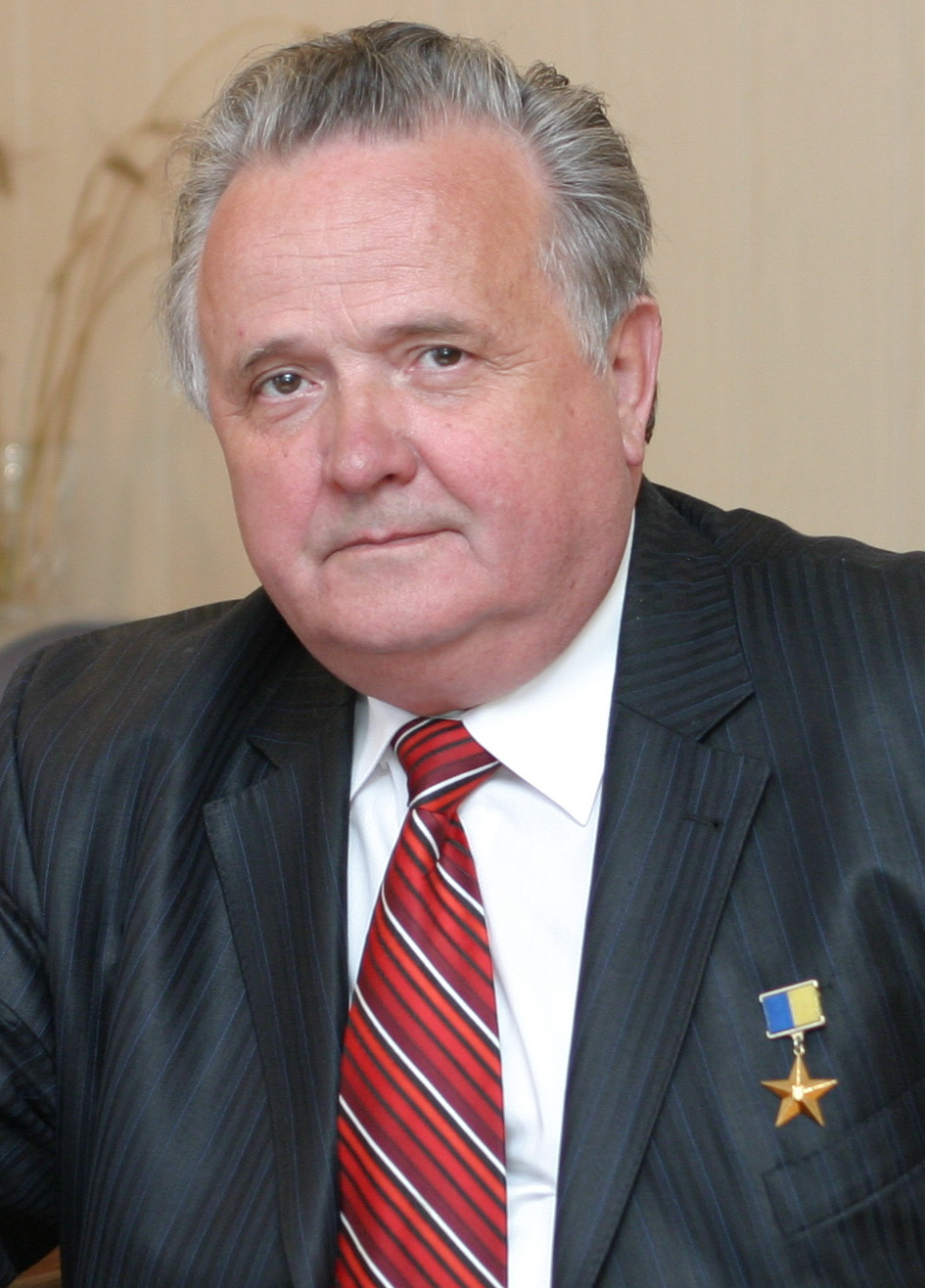
Алексей Прилипка

- Алиев, Камиль Магомедсалихович (77) — российский публицист, редактор и общественный деятель[108].
- Бержанский, Владимир Наумович (83) — советский и украинский физик-экспериментатор, заслуженный деятель науки и техники Украины (1999)[109].
- Вайнер, Ханс (73) — западногерманский футболист[110].
- Гарсия Гомес, Франсиско (86) — испанский футболист, чемпион Европы в составе национальной сборной (1964)[111].
- Дзампарини, Примо (85) — итальянский боксёр, серебряный призёр Олимпийских игр (1960)[112].
- Маккафферти, Нелл[англ.] (80) — ирландская журналистка, драматург и деятельница феминистского движения[113].
- Оскотский, Захар Григорьевич (77) — русский писатель и публицист[114].
- Паскрелл, Билл[англ.] (87) — американский политический деятель, член Палаты представителей (с 1997)[115].
- Прилипка, Алексей Васильевич (80) — украинский агроном, Герой Украины (2002)[116].
- Сергиевская, Ирина Александровна (92) — советский и российский организатор кинопроизводства, редактор[117].
- Стерн, Роберт[англ.] (62) — британский философ[118].
- Ступников, Игорь Васильевич (91) — советский и российский литературовед, театровед и балетовед[119].
- Токчинаков, Виталий Фёдорович (73) — советский борец вольного стиля, чемпион Европы (1974)[120].

## 20 августа

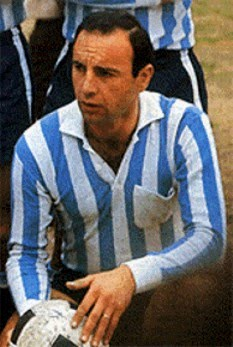
Умберто Маскио

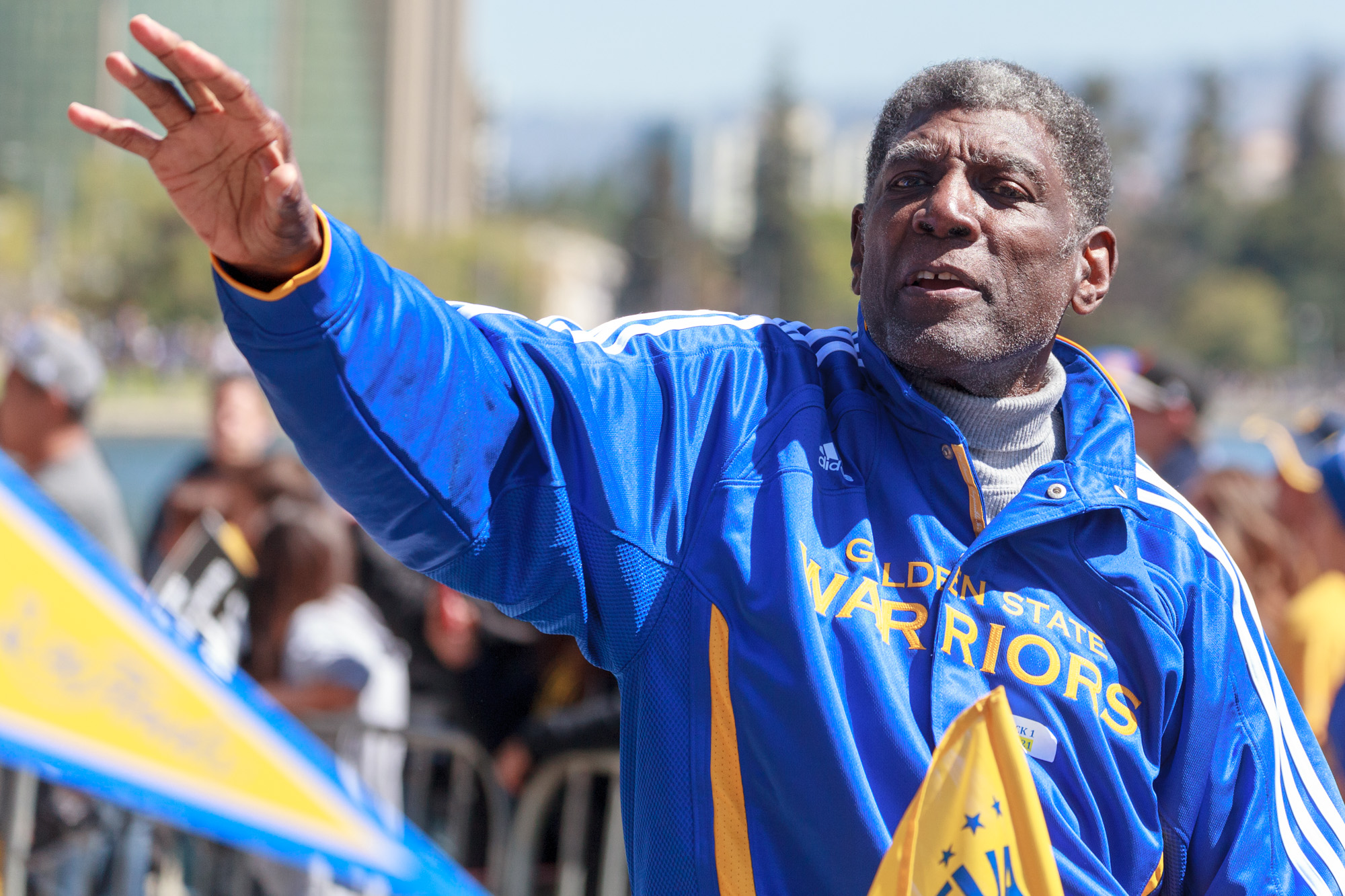
Эл Эттлс

- Делькур, Ивонн (92) — бельгийская актриса[121].
- Зеболов, Николай Николаевич (81) — советский и российский государственный и партийный деятель, второй секретарь Брянского обкома КПСС (1986—1991)[122].
- Ландсбергер, Сэм[англ.] (35) — австралийский журналист; ДТП[123].
- Марошек, Юзеф[пол.] (73) — польский историк[124].
- Маскио, Умберто (91) — аргентино-итальянский футболист и футбольный тренер, игрок национальных сборных Аргентины и Италии[125].
- Молинер Инглес, Рамиро (83) — испанский католический прелат и ватиканский дипломат, титулярный архиепископ Сарды (с 1993), апостольский нунций в ряде стран[126].
- Нантакорн, Чарин[тайск.] (91) — таиландский певец[127].
- Нувахов, Борис Шамильевич (81) — советский и российский историк медицины[128].
- Пилот Баба[англ.] (86) — индийский офицер ВВС и духовный лидер[129].
- Рей, Рафаэль Элеутерио[итал.] (91) — аргентинский католический прелат, епископ Сарате-Кампаны (1991—2006)[130].
- Тврдич, Ратомир (80) — югославский и хорватский баскетболист, чемпион мира (1970) и Европы (1973, 1975)[131].
- Троицкий, Евгений Николаевич (87) — советский и российский партийный и государственный деятель, первый секретарь Орловского горкома КПСС (1978—1986)[132].
- Харирчиян, Хушанг[перс.] (92) — иранский актёр[133].
- Эттлс, Эл (87) — американский баскетболист[134].

## 19 августа

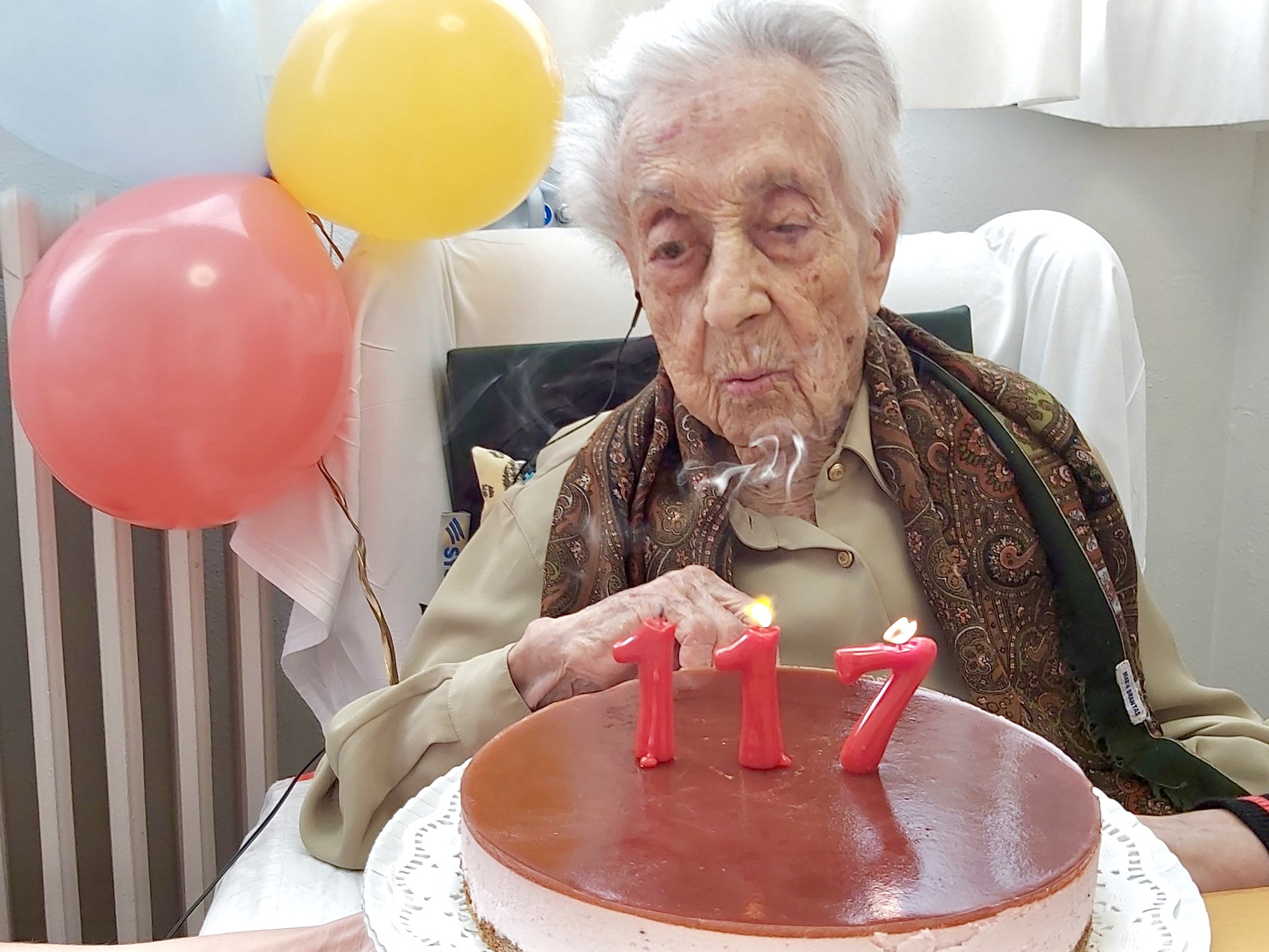
Мария Браньяс Морера

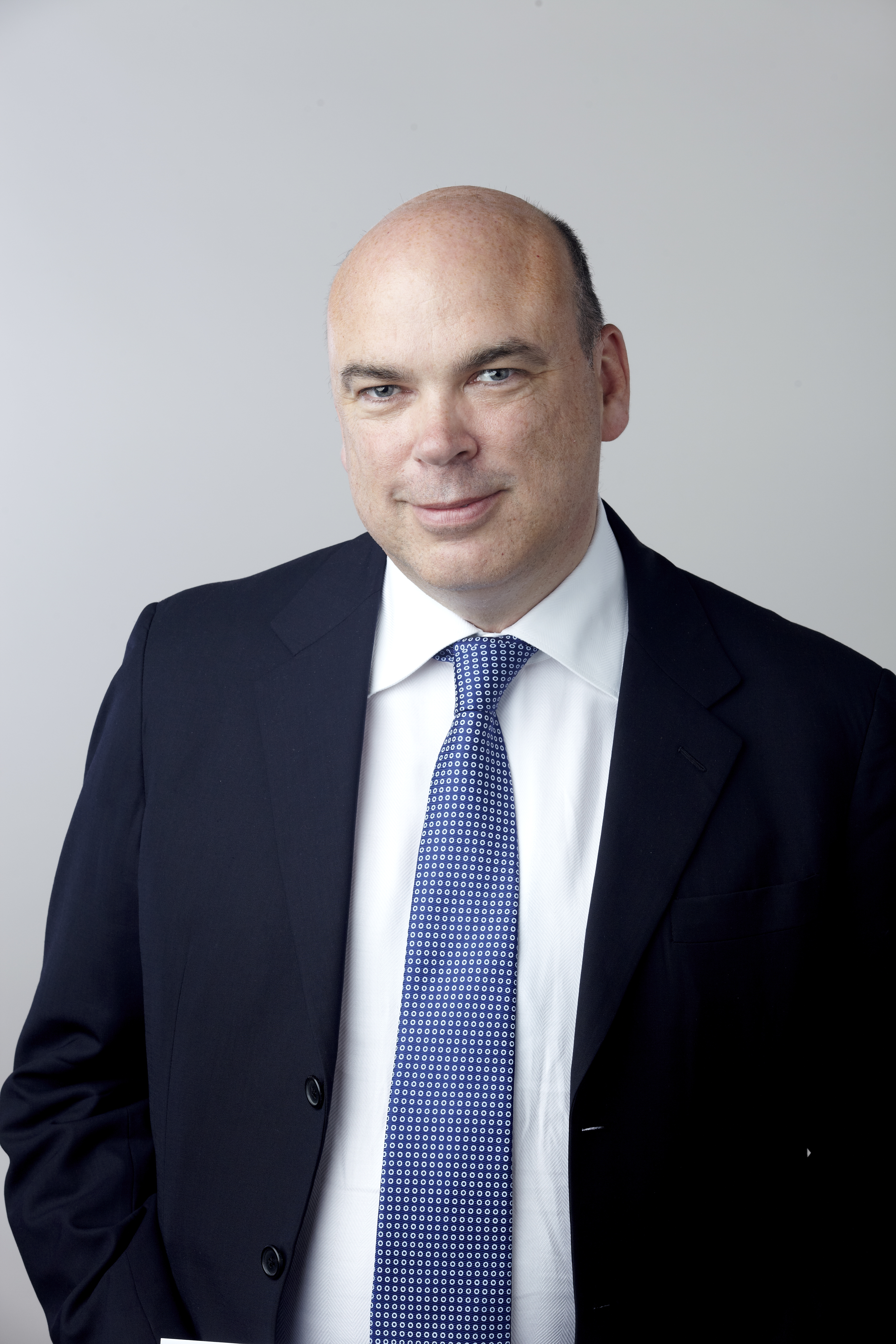
Майк Линч

- Браньяс Морера, Мария (117) — испанская сверхдолгожительница, старейший живущий человек Земли (с 2023)[135].
- Герар, Мишель[фр.] (91) — французский шеф-повар, создатель концепции Grande Cuisine minceur[англ.][136].
- Гомес, Лало[англ.] (68) — парагвайский политик, член Палаты депутатов (с 2023); убит[137].
- Докхорн, Клаус[нем.] (71) — восточногерманский пловец, чемпион мира (1973), участник Олимпийских игр (1972)[138].
- Линч, Майкл (59) — британский предприниматель в сфере информационных технологий, соучредитель Autonomy и Darktrace[англ.]; утонул[139].
- Макубуйя, Кидду[англ.] (75) — угандийский юрист, генеральный прокурор (2005—2011)[140].
- Никитин, Владимир Петрович (73) — российский политик, депутат Государственной думы (2000—2007)[141].
- Падманабхан, Сандараджан[англ.] (83) — индийский военный деятель, начальник штаба армии, председатель комитета начальников штабов (2000—2002)[142].
- Рамадан, Сомая[араб. егип.] (73) — египетская писательница и переводчица[143].
- Сергиенко, Валерий Иванович (75) — советский и российский медик, академик РАМН (2004—2013), академик РАН (2013)[144].

## 18 августа

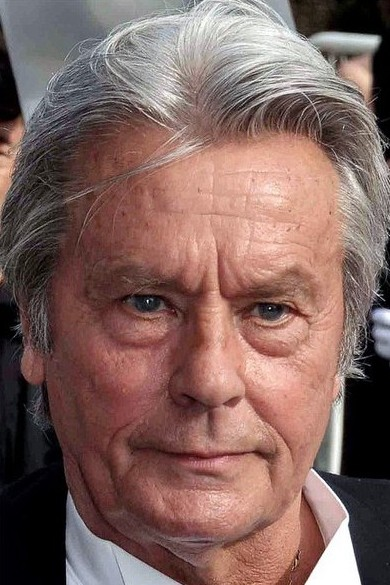
Ален Делон

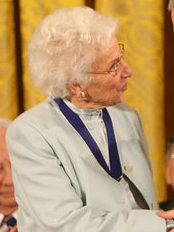
Рут Джонсон Колвин

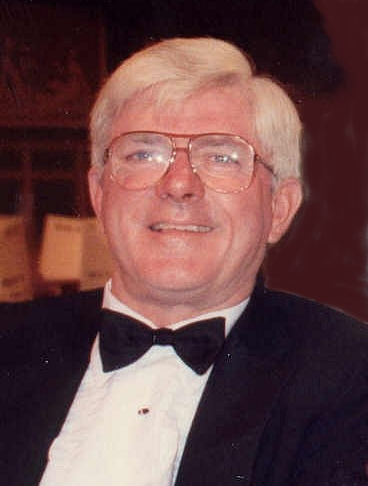
Фил Донахью

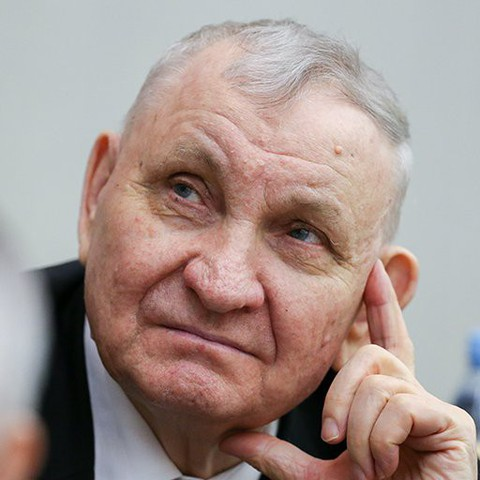
Алексей Пономарёв

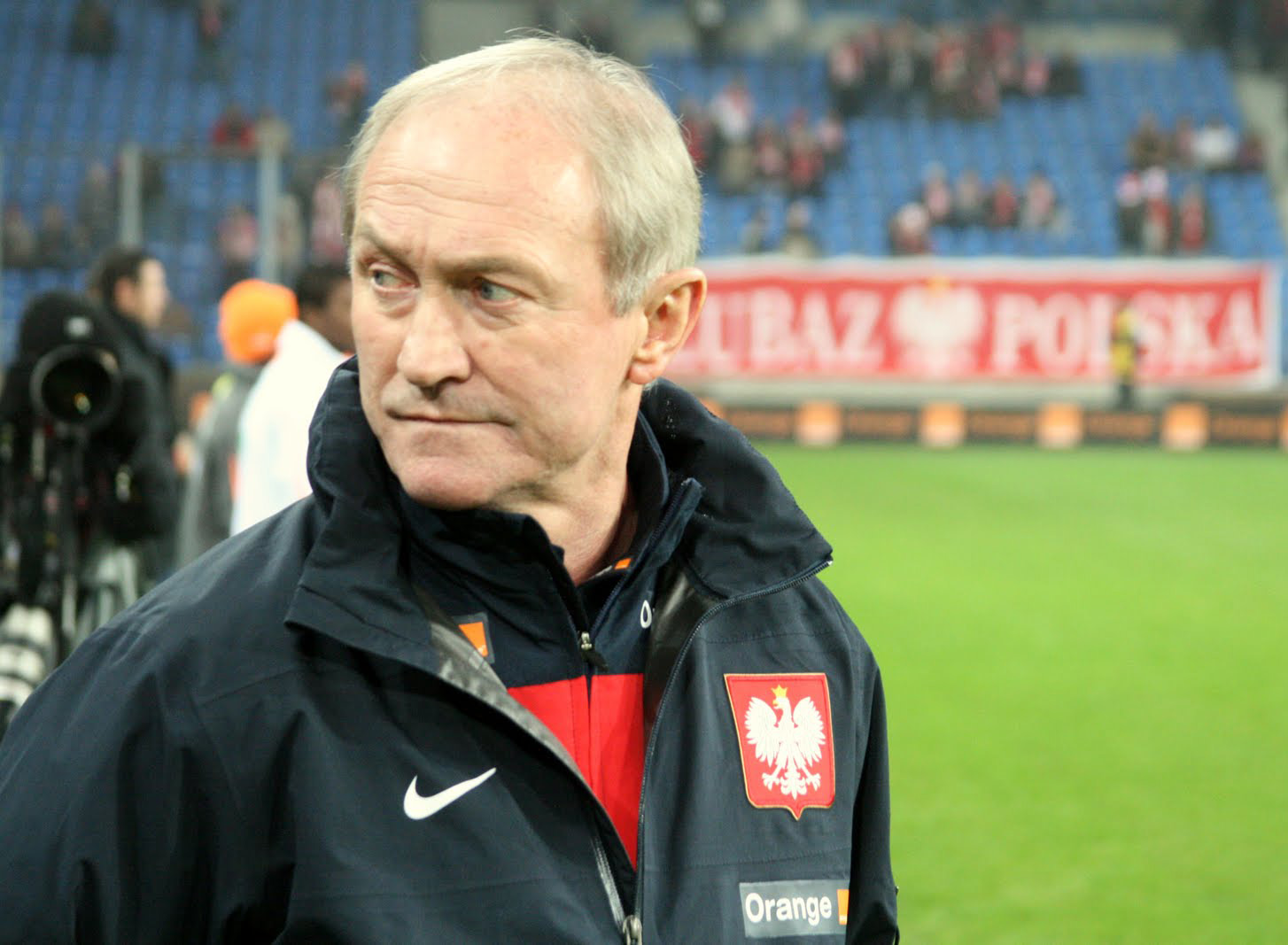
Францишек Смуда

- Борхерс, Рональд[нем.] (67) — немецкий футболист, игрок западногерманской сборной[145].
- Быстров, Борис Евгеньевич (79) — советский и российский актёр театра, кино и дубляжа.
- Гостищев, Владислав Дмитриевич (83) — советский и российский актёр, народный артист Российской Федерации (2003)[146].
- Д’Андреа, Дилетта[итал.] (82) — итальянская актриса[147].
- Делон, Ален (88) — французский актёр, режиссёр, сценарист, продюсер[148].
- Джонсон Колвин, Рут (107) — американская активистка[149].
- Донахью, Фил (88) — американский телеведущий и журналист[150].
- Загорский, Константин Иванович (91) — советский и российский художник кино, народный художник Российской Федерации (1997)[151].
- Кордивиола, Элли[исп.] (84) — аргентинский ихтиолог[152].
- Кукетаев, Темиргали Абильдинович (86) — советский и казахстанский физик[153].
- Милинчук, Виктор Константинович (89) — советский и российский химик[154].
- Пономарёв, Алексей Алексеевич (82) — советский и российский политический деятель, народный депутат РСФСР/РФ (1990—1993), депутат Государственной думы (1993—2003, 2007—2021), управляющий делами ЦК КПРФ (2005—2021)[155].
- Рожков, Владимир Васильевич (78) — советский и российский военачальник, первый заместитель начальника Пограничной службы ФСБ России (2003—2008/2010), генерал-полковник (2004)[156].
- Смуда, Францишек (76) — польский футболист и футбольный тренер, тренер национальной сборной (2009—2012)[157].
- Фарзалиев, Шахин Фазиль оглы (84) — азербайджанский поэт, востоковед и переводчик[158].
- Фролов, Сергей Николаевич (65) — российский ватерпольный тренер[159].
- Шинигой, Душан (90) — югославский политик, глава правительства Словении (1984—1990)[160].

## 17 августа

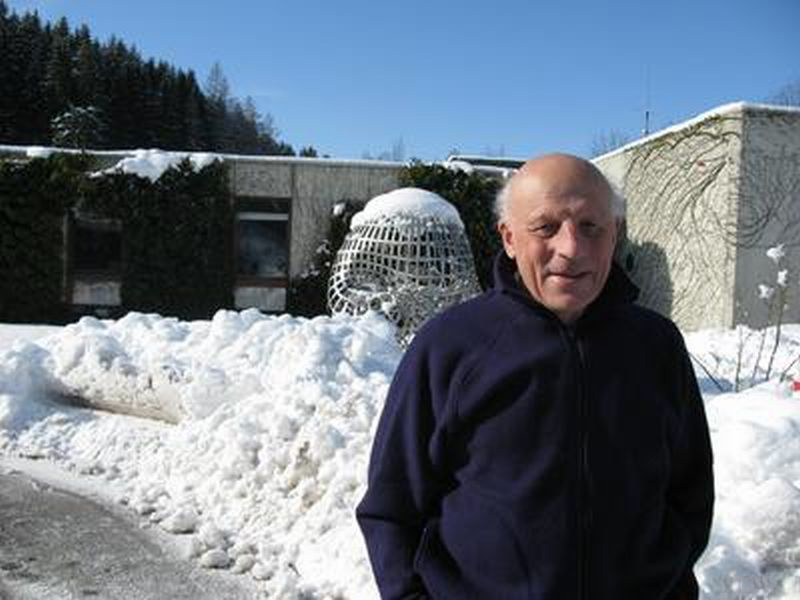
Пьер Картье

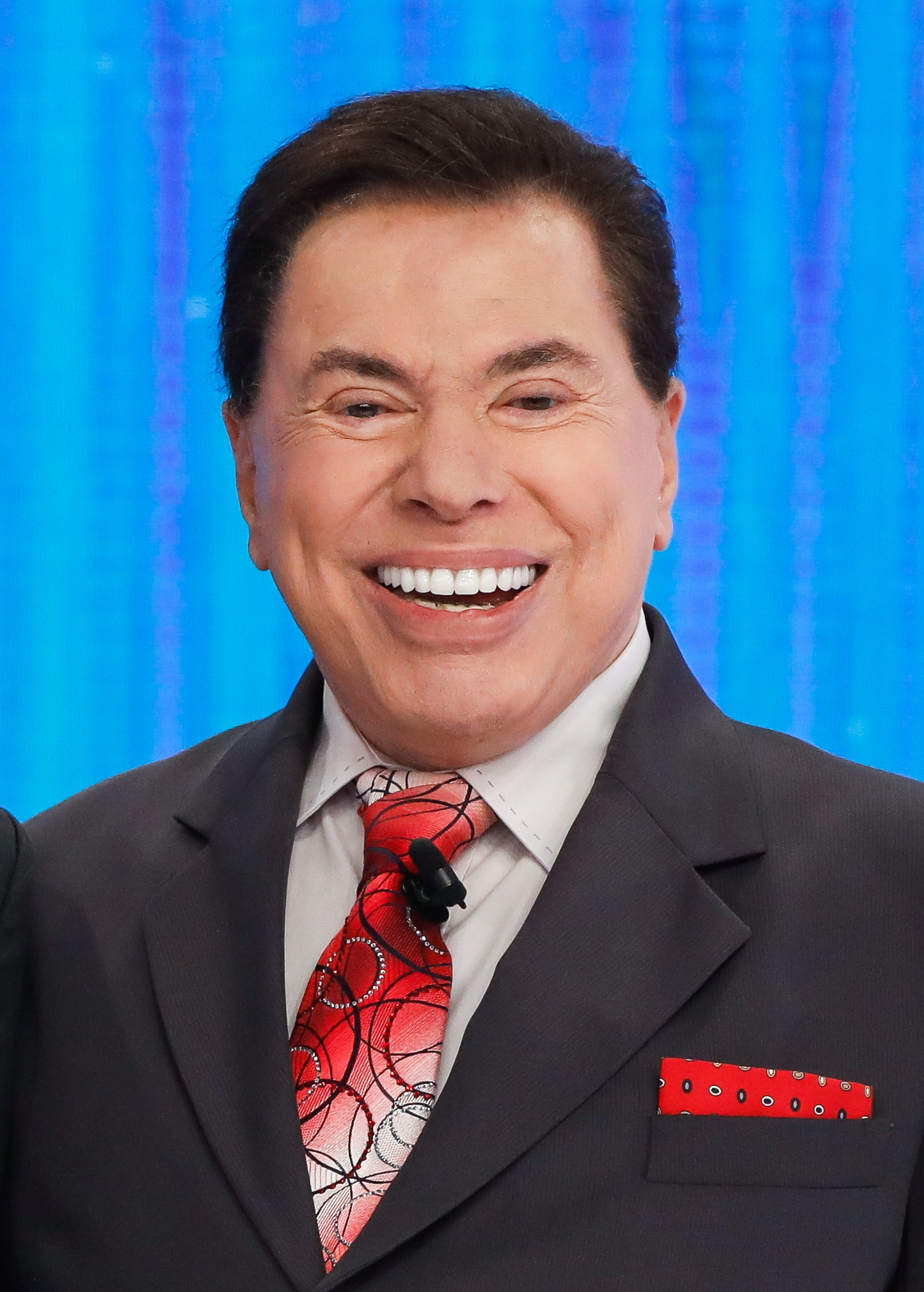
Сильвио Сантос

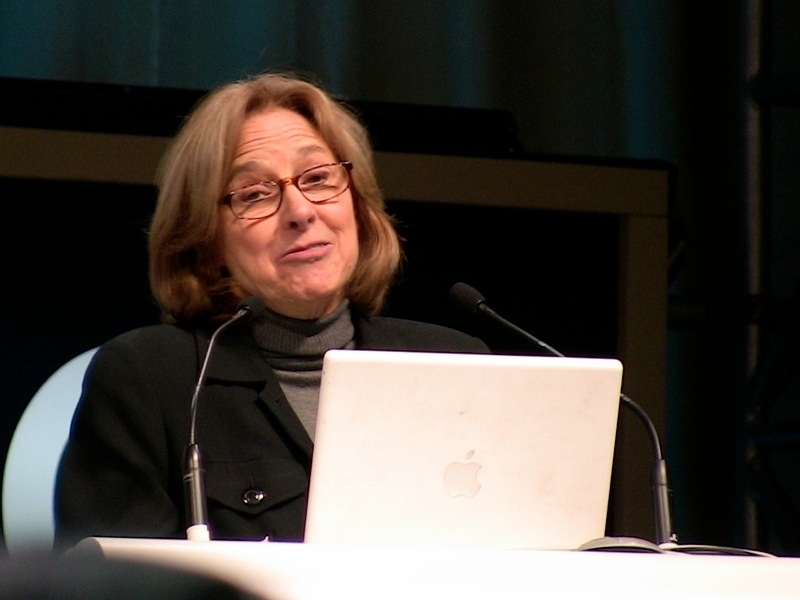
Хелен Фишер

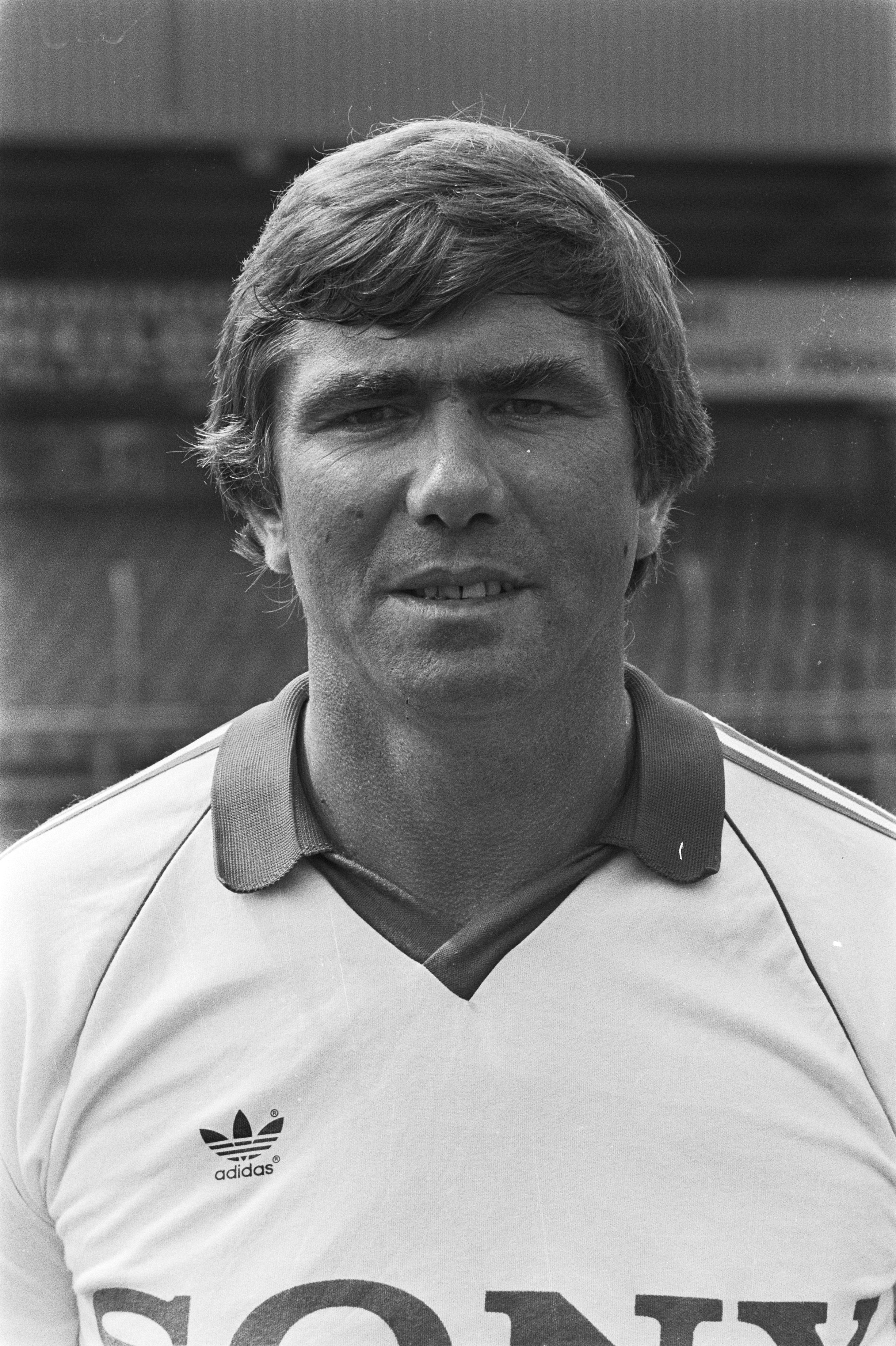
Ханс Эйкенбрук

- Быстров, Борис Евгеньевич (79) — советский и российский актёр, народный артист Российской Федерации (2001)[161].
- Джонс, Лэндон[англ.] (80) — американский редактор и писатель[162].
- Каневче, Глигор (78) — северомакедонский инженер-энергетик, академик МАНУ (2000)[163].
- Картье, Пьер (92) — французский математик, входивший в группу Бурбаки (1955—1983)[164].
- Минтон, Рой[англ.] (90) — британский драматург[165].
- Мишин, Евгений Александрович (48) — российский культурист[166].
- Мунтян, Михаил Владимирович (88) — советский и российский пианист и клавесинист, народный артист Российской Федерации (2003)[167].
- Сильвио Сантос (93) — бразильский телеведущий и предприниматель[168].
- Соколов, Леонид Викторович (75) — российский орнитолог[169].
- Стоянов, Велико[болг.] (81) — болгарский актёр[170].
- Фишер, Хелен (79) — американский антрополог[171].
- Хенгель, Макс[люкс.] (47) — люксембургский политик, член Палаты депутатов (с 2022)[172].
- Чжоу Гуанчжао (95) — китайский физик-теоретик, академик (1980) и президент (1987—1997) Китайской академии наук, иностранный член АН СССР / РАН (1988)[173].
- Эйкенбрук, Ханс (84) — нидерландский футболист и футбольный тренер, игравший в национальной сборной (1967—1970)[174].

## 16 августа

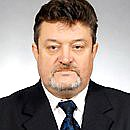
Николай Павлов

- Араи, Сасагу[яп.] (94) — японский исследователь Нового Завета, член Японской академии наук (2001)[175].
- Бансар, Жан-Пьер[фр.] (84) — французский политический деятель, сенатор (2017—2018, с 2021)[176].
- Бортолуцци, Маринелла (85) — итальянская легкоатлетка (прыжки в высоту), участница Олимпийских игр (1960) (о смерти объявлено в этот день)[177].
- Максимович, Райко[серб.] (89) — сербский композитор, писатель и музыкальный педагог[178].
- Павлов, Николай Александрович (73) — советский и российский политический и общественный деятель, народный депутат РСФСР/РФ (1990—1993), депутат Государственной думы (2003—2007)[179].
- Перес, Доминго Сальвадор (88) — уругвайский футболист, игрок национальной сборной (о смерти объявлено в этот день)[180].
- Соловьёв, Владимир Алексеевич (73) — советский футболист, российский футбольный судья и тренер[181].
- Торнтон, Мерл (93) — австралийская общественная деятельница, защитница прав женщин[182].
- Хикс, Бобби[англ.] (91) — американский блюграссовый скрипач, десятикратный лауреат премии «Грэмми»[183].
- Чэнь Сюбан[кит.] (91) — китайский учёный в области проектирования встраиваемых компьютеров и микросхем, академик КАН (1997)[184].

## 15 августа

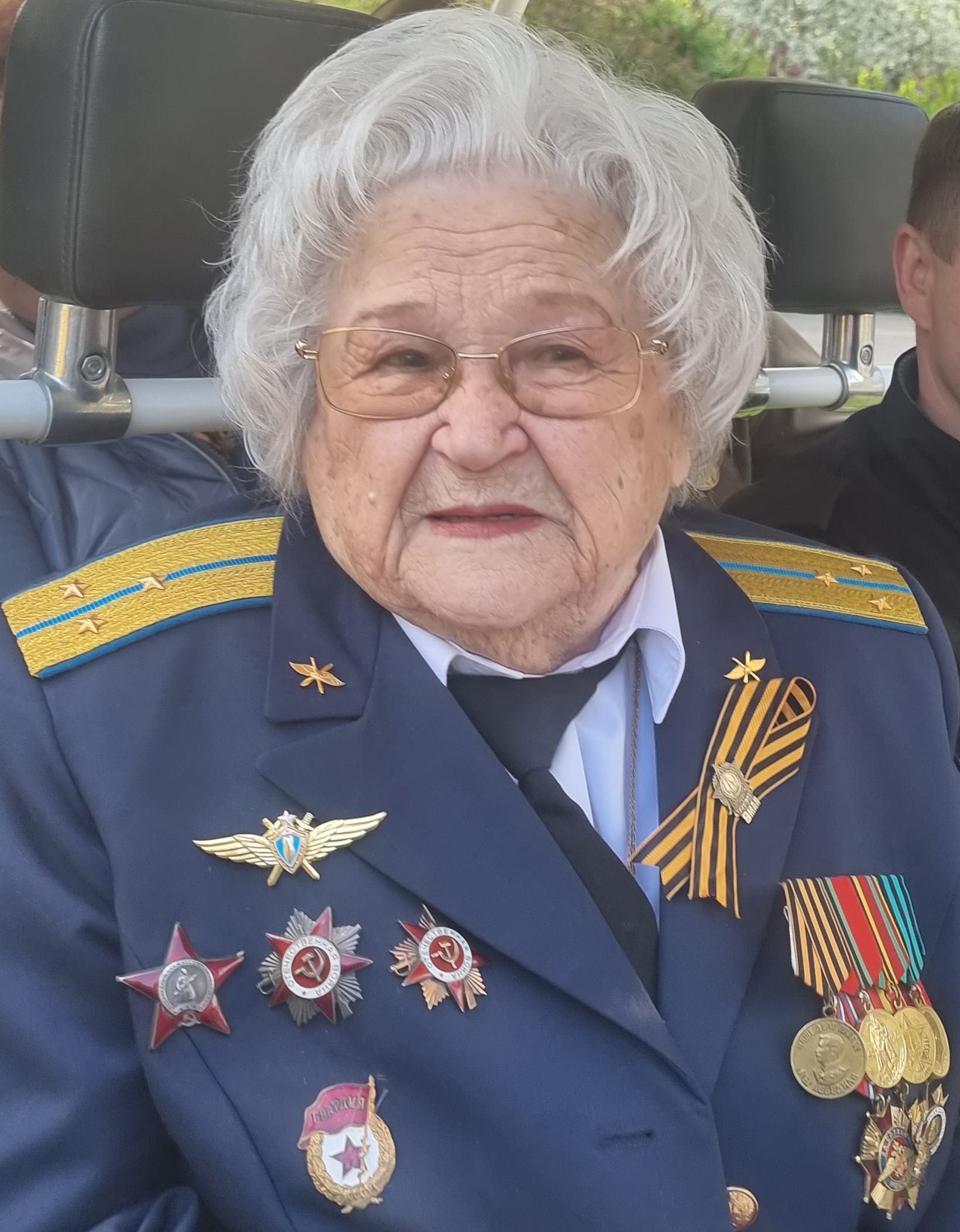
Галина Брок-Бельцова

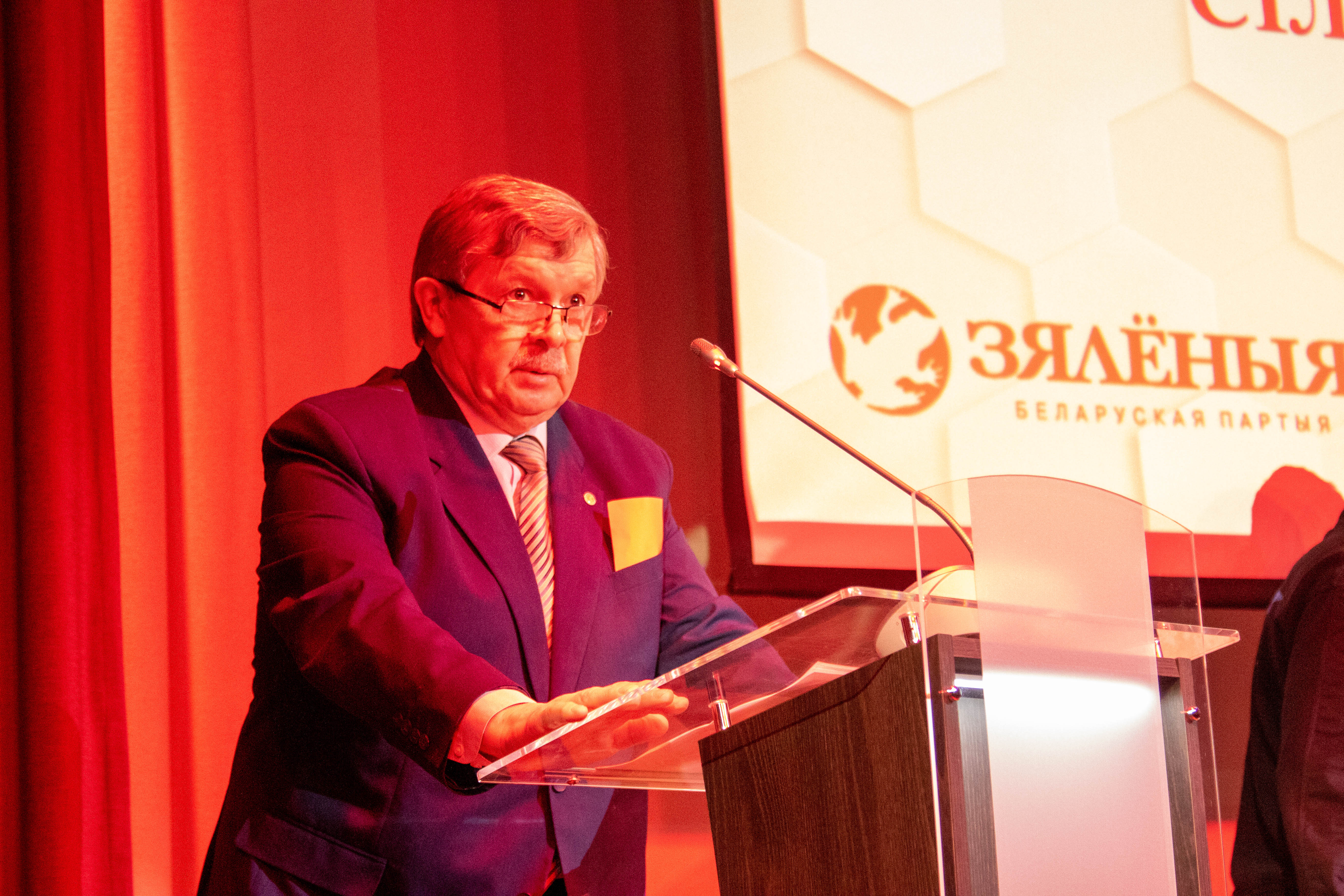
Сергей Калякин

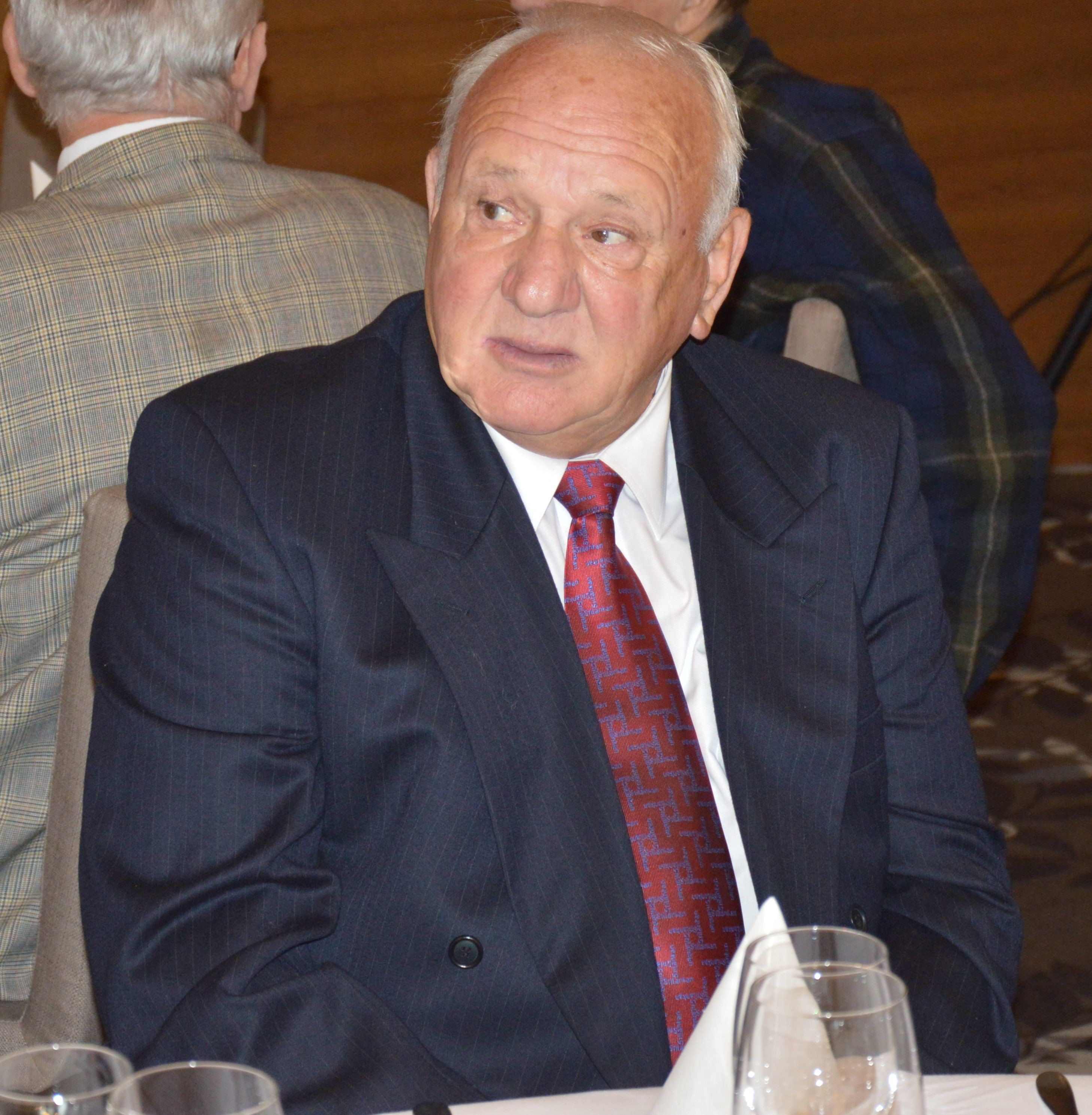
Имре Комора

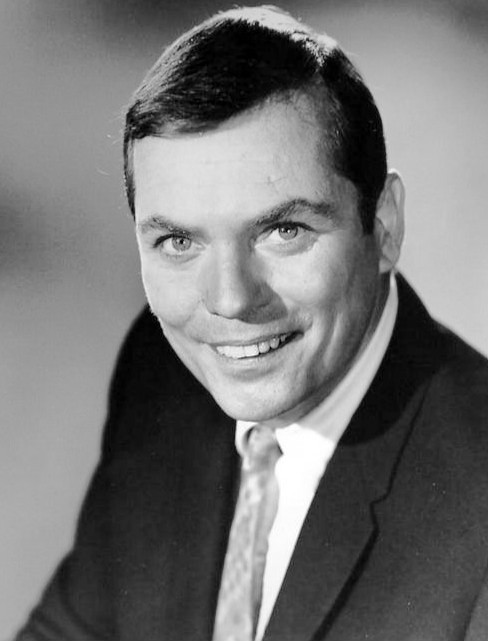
Питер Маршалл

- Агарвал, Рам Нараин[англ.] (84) — индийский аэрокосмический инженер, директор программы «Агни» (с 1983)[185].
- Артёменко, Геннадий Владимирович (75) — украинский учёный в области геохронологии, геохимии и петрологии, член-корреспондент НАН Украины (2024)[186].
- Багаев, Сергей Николаевич (82) — советский и российский физик, директор Института лазерной физики СО РАН (1992—2016), академик РАН (1994)[187].
- Бгажба, Олег Хухутович (83) — советский и абхазский историк, кавказовед и археолог, академик АН Абхазии[188].
- Брок-Бельцова, Галина Павловна (99) — советская военная лётчица, ветеран Великой Отечественной войны[189].
- Бьёрн, Ларс[швед.] (92) — шведский хоккеист, бронзовый призёр Олимпийских игр (1952), двукратный чемпион мира (1953, 1957)[190].
- Гаврилов, Виктор Александрович (68) — российский военный историк[191].
- Дахте, Заур Рустамович (87) — таджикский кинорежиссёр и кинооператор; ДТП[192].
- Иваир[порт.] (79) — бразильский футболист, игрок национальной сборной[193].
- Калякин, Сергей Иванович (72) — белорусский политик, председатель Белорусской партии левых «Справедливый мир» (1994—2023; до 2009 года — Партия коммунистов белорусская)[194].
- Комора, Имре (84) — венгерский футболист, игрок национальной сборной, олимпийский чемпион (1964)[195].
- Маклафлин, Джим[англ.] (83) — североирландский футболист и тренер, игрок национальной сборной[196].
- Маршалл, Питер (98) — американский телеведущий, актёр и певец, четырёхкратный обладатель премии «Эмми»[197].
- Мермаз, Луи[фр.] (92) — французский политик, председатель Национального собрания (1981—1986), сенатор (2001—2011)[198].
- Скворцова, Тамара Владимировна (78) — советская и белорусская актриса, заслуженная артистка Республики Беларусь (2003)[199].
- Хорак, Ольга[англ.] (98) — австралийская писательница (о смерти объявлено в этот день)[200].
- Экинджи, Тарык Зия[тур.] (99) — турецкий политик, депутат Великого национального собрания (1965—1969)[201].

## 14 августа

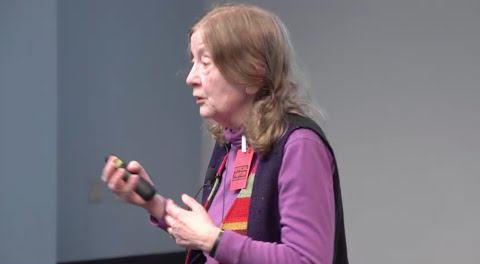
Юджиния Калнай

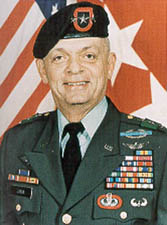
Гэри Лак

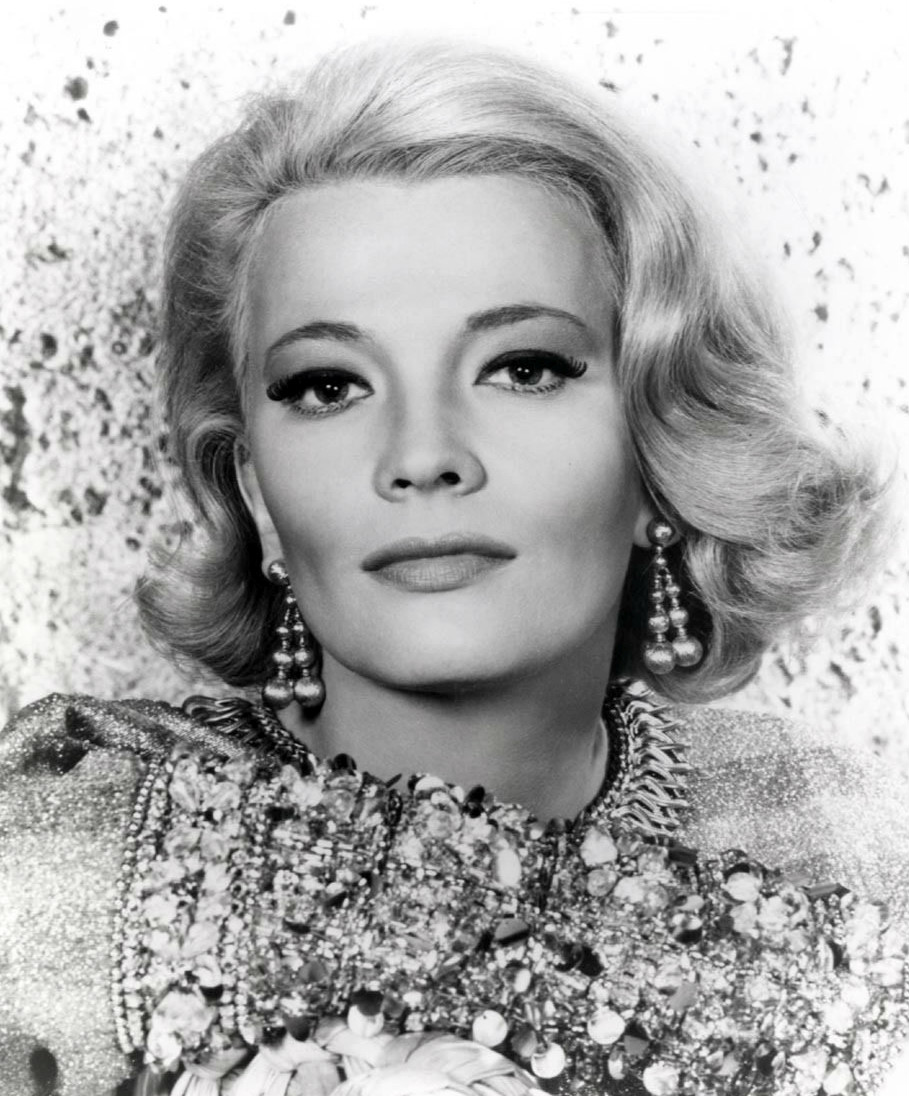
Джина Роулендс

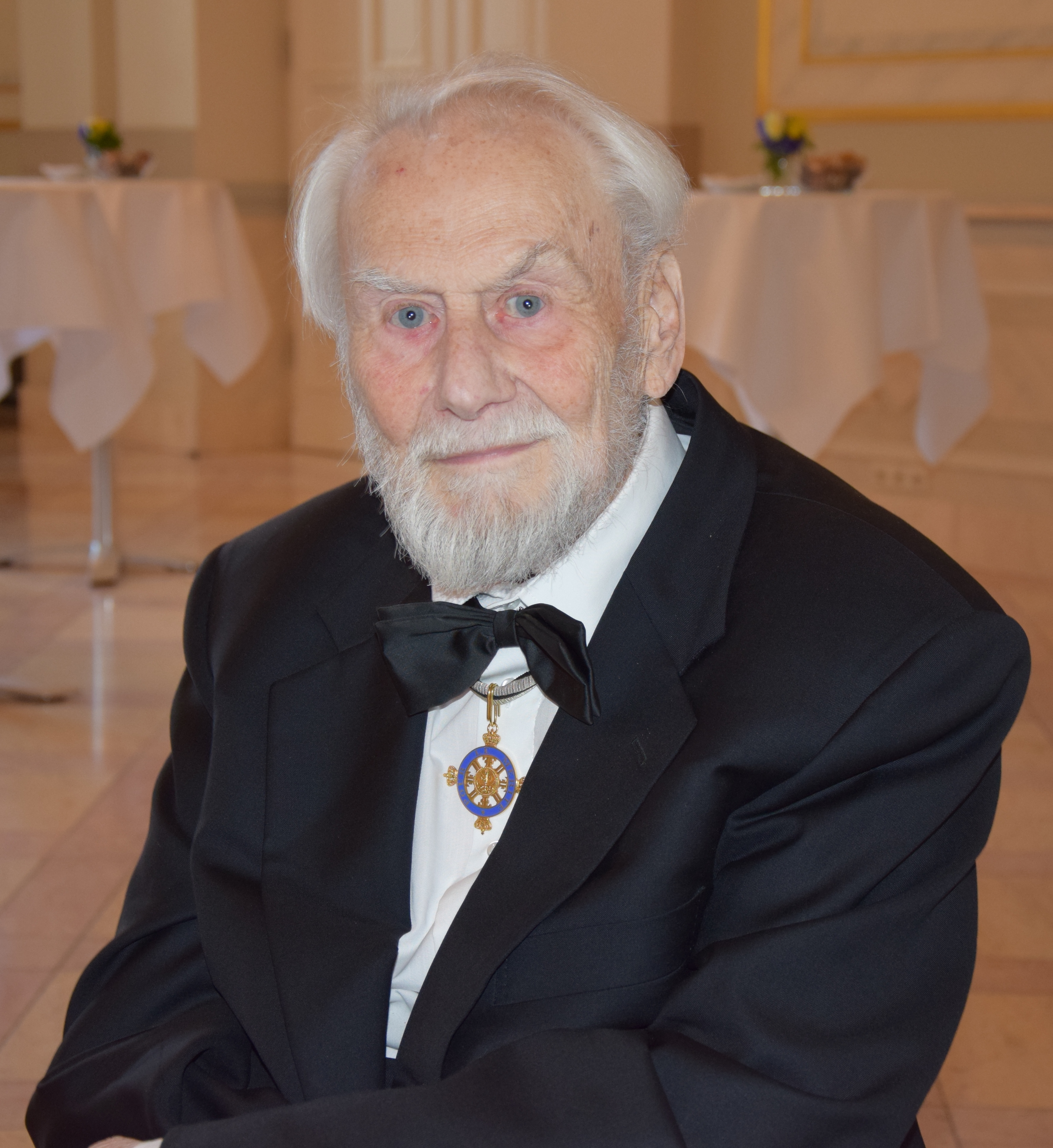
Герман Хакен

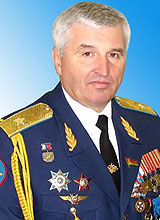
Александр Харчевский

- Жаныбеков, Шангерей Жаныбекович (100) — советский и казахстанский государственный, партийный и политический деятель, первый секретарь Кустанайского горкома КПСС (1963—1975), второй секретарь Кустанайского обкома КПСС (1975—1976), заместитель председателя Совета министров Казахской ССР (1976—1985), народный депутат СССР (1989—1991)[202].
- Калнай, Юджиния (81) — аргентинский и американский метеоролог[203].
- Корм, Жорж[фр.] (84) — ливанский экономист и политик, министр финансов (1998—2000)[204].
- Кубота, Такаюки (89) — японский и американский мастер боевых искусств[205].
- Лак, Гэри (87) — американский военный деятель, генерал[206].
- Лэнсинг, Джон (67) — американский журналист, руководитель Агентства США по глобальным медиа (2015—2019), генеральный директор National Public Radio (2019—2024)[207].
- Мамбетакунов, Орозакун (83) — советский передовик сельскохозяйственного производства, старший чабан совхоза имени 50-летия СССР Ат-Башинского района Нарынской области, Киргизская ССР, Герой Социалистического Труда (1973)[208].
- Роулендс, Джина (94) — американская актриса[209].
- Сычев, Владилен Иванович (78) — советский и российский военачальник, начальник Академии гражданской защиты МЧС России (1994—2003), заместитель министра по делам гражданской обороны, чрезвычайным ситуациям и ликвидации последствий стихийных бедствий (2003—2005), генерал-полковник[210].
- Ушаков, Александр Андреевич (76) — советский и российский биатлонист, трёхкратный чемпион мира (1970, 1974, 1977)[211].
- Хакен, Герман (97) — немецкий физик[212].
- Харчевский, Александр Николаевич (74) — советский и российский военный лётчик, генерал-майор, заслуженный военный лётчик Российской Федерации[213].
- Шпинка, Милан[чеш.] (73) — чехословацкий спидвеист, чемпион мира (1974)[214].

## 13 августа

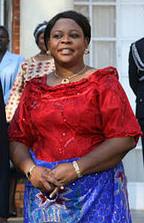
Морин Мванаваса

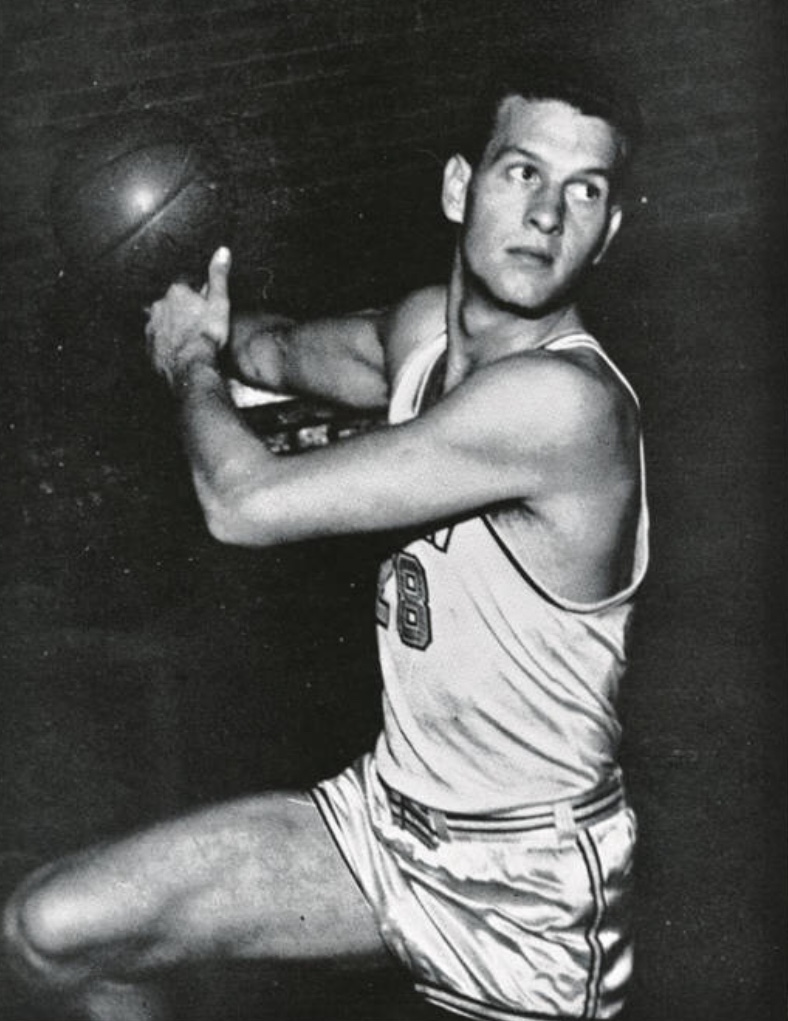
Фрэнк Селви

- Белькедручи, Сид Ахмед[фр.] (73) — алжирский футболист и тренер, игрок национальной сборной[215].
- Бугарски, Ранко[серб.] (91) — сербский лингвист[216].
- Бычков, Владимир Васильевич (75) — российский искусствовед, баянист, дирижёр, заслуженный деятель искусств Российской Федерации (2007) (тело обнаружено в этот день)[217].
- Донати, Серджо[итал.] (91) — итальянский сценарист[218].
- Кислов, Андрей Александрович (87) — советский яхтсмен, организатор парусного спорта в СССР и Российской Федерации[219].
- Мванаваса, Морин (61) — замбийский политик и общественный деятель, первая леди (2002—2008)[220].
- Подъяловская, Ирина Борисовна (64) — советская легкоатлетка, рекордсменка мира в эстафете 4×800 м[221].
- Селви, Фрэнк (91) — американский баскетболист[222].
- Штеренбергер, Пауль[англ.] (85) — швейцарский футболист и тренер, игрок национальной сборной[223].

## 12 августа

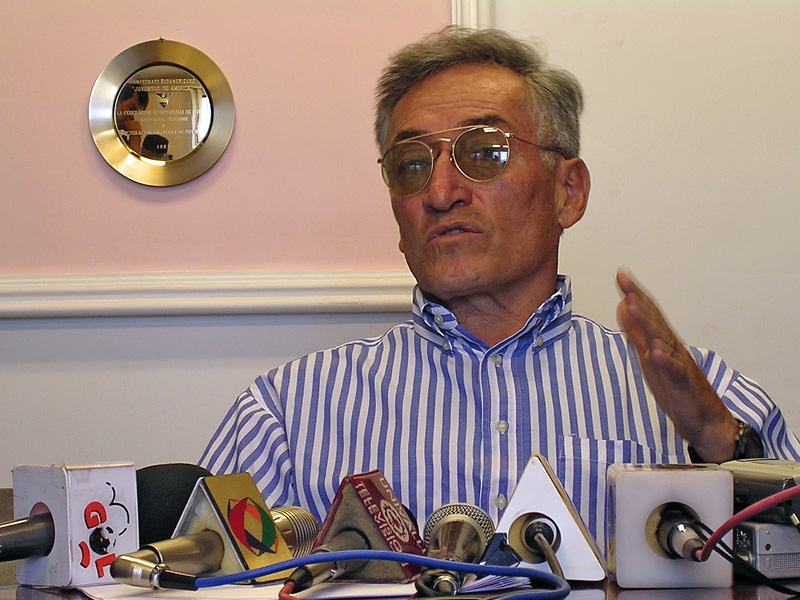
Рамиро Блакут

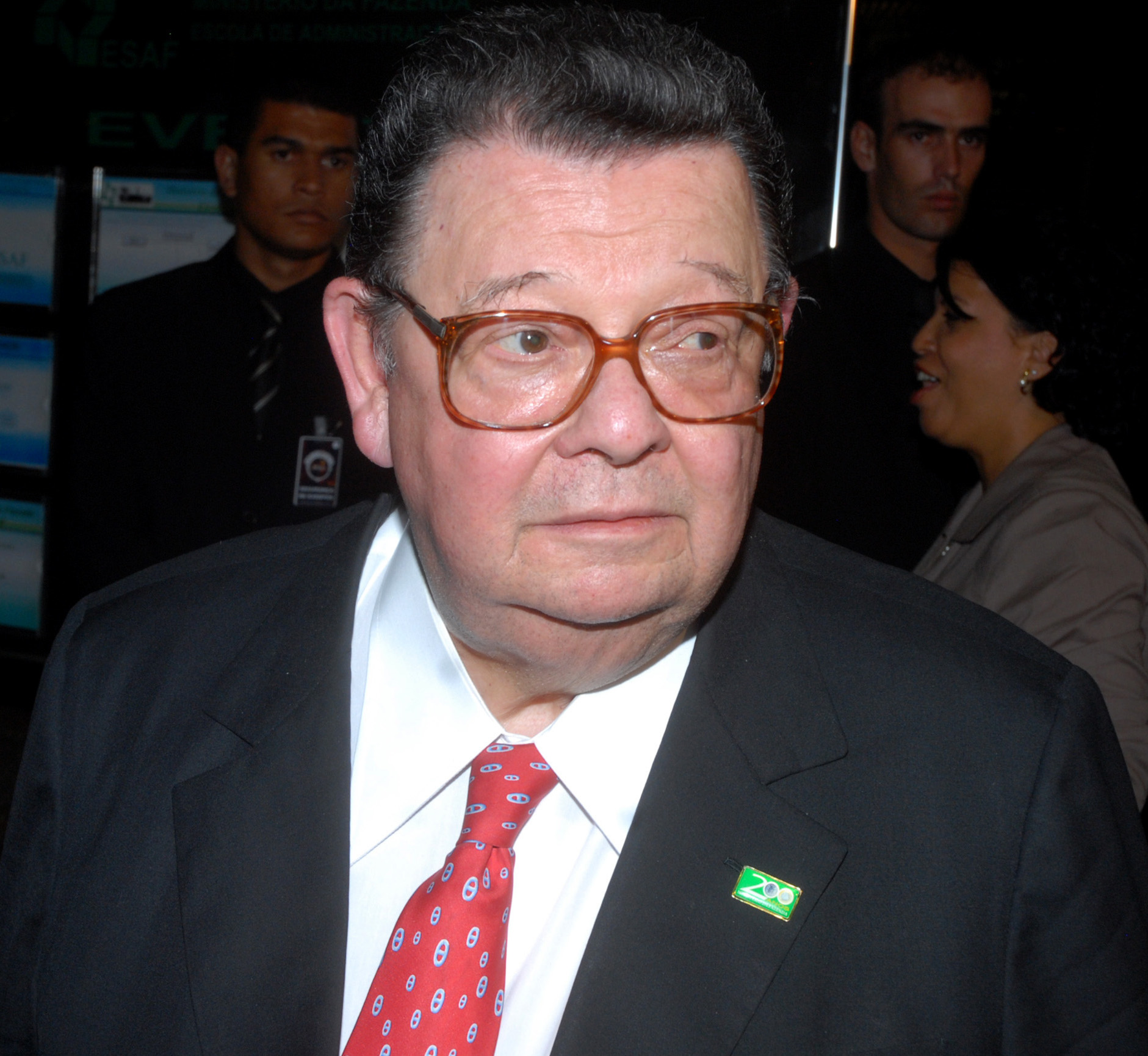
Антониу Делфин Нету

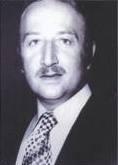
Зайд ар-Рифаи

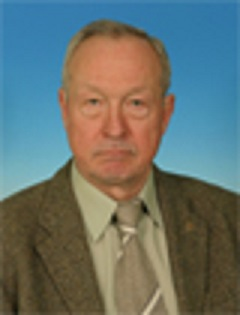
Виктор Мишин

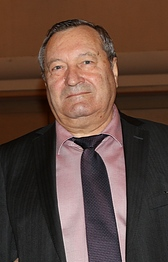
Валентин Писеев

- Авакян, Вардкес Айкович (92) — советский и российский скульптор, народный художник Российской Федерации (2003)[224].
- Аль-Сабах, Салим Аль-Али[араб.] (98) — кувейтский военачальник, командующий Национальной гвардией Кувейта[225].
- Блакут, Рамиро (80) — боливийский футболист и футбольный тренер, игрок национальной сборной[226].
- Делфин Нету, Антониу (96) — бразильский экономист и государственный деятель, министр финансов (1967—1974) и сельского хозяйства (1979)[227].
- Зайд ар-Рифаи (87) — иорданский политик, премьер-министр (1973—1976, 1985—1989)[228].
- Мишин, Виктор Максимович (81) — советский и российский государственный, партийный и общественный деятель, первый секретарь ЦК ВЛКСМ (1982—1986), секретарь ВЦСПС (1986—1991), член ЦК КПСС (1986—1990), исполняющий обязанности управляющего делами ЦК КПСС (1991), депутат Верховного Совета СССР (1979—1989)[229].
- Писеев, Валентин Николаевич (82) — советский и российский спортивный функционер, президент Федерации фигурного катания СССР (1988—1992), президент Федерации фигурного катания на коньках России (1992—2010), генеральный директор ФФККР (2010—2014), почётный президент ФФККР (с 2014)[230].
- Хомский, Даниил Ильич (85) — советский, нидерландский и немецкий физик[231].
- Червиньский, Ежи[пол.] (64) — польский политический деятель, депутат Сейма (2001—2005), сенатор (2015—2023)[232].
- Чита, Мария Бьянка[итал.] (99) — итальянский геолог и палеонтолог[233].
- Шмидт, Фриц (81) — немецкий игрок в хоккей на траве, олимпийский чемпион (1972), чемпион Европы (1970)[234].

## 11 августа

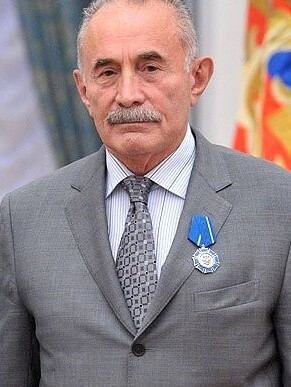
Асламбек Аслаханов

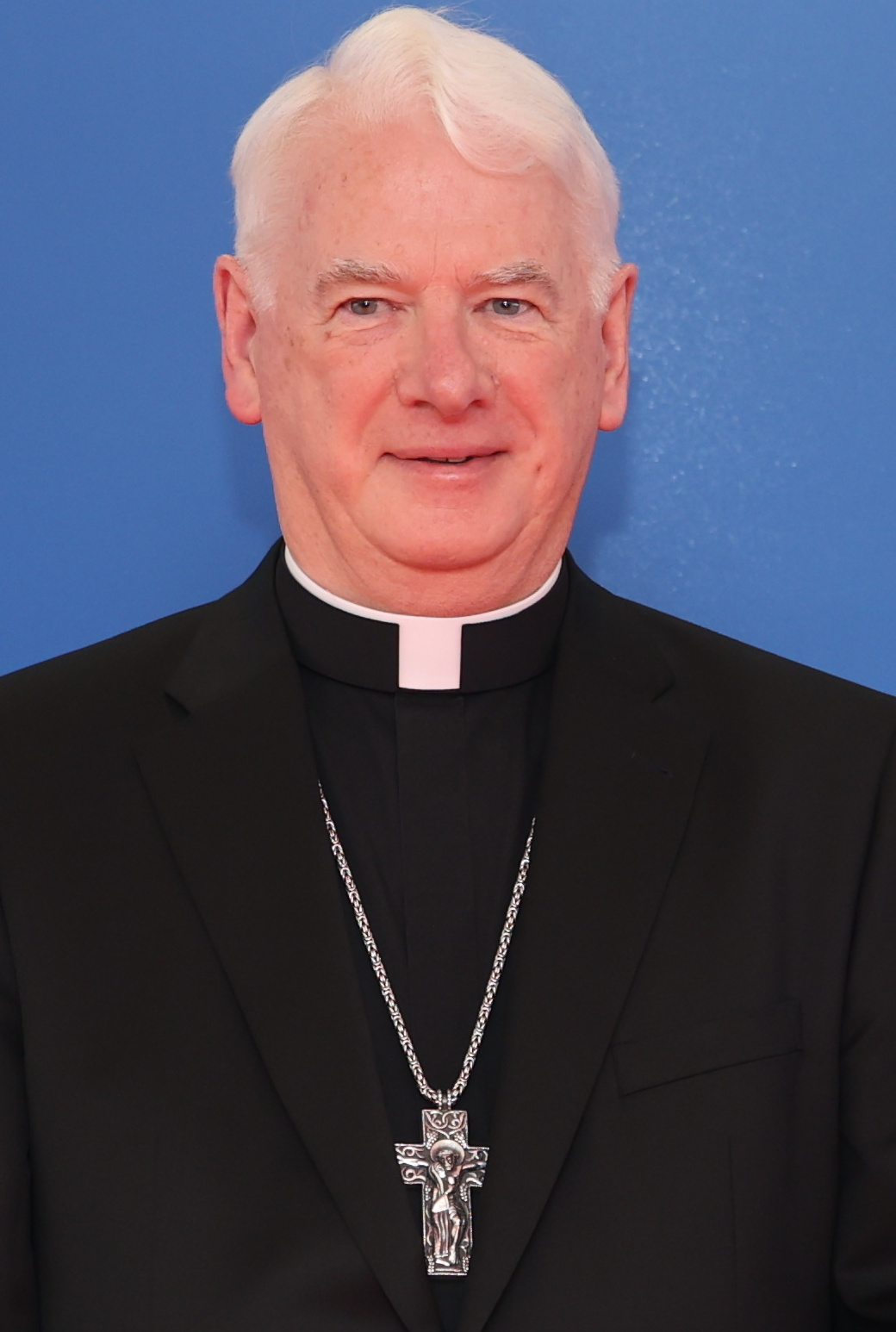
Ноэл Трейнор

- Аслаханов, Асламбек Ахмедович (82) — советский и российский государственный и политический деятель, народный депутат РСФСР/РФ (1990—1993), депутат Государственной думы (2000—2003), член Совета Федерации (2008—2012)[235].
- Кармазановский, Григорий Григорьевич (65) — советский и российский радиолог, академик РАН (2022)[236].
- Коротков, Николай Николаевич (68) — советский и российский художник и график, народный художник Российской Федерации (2015), академик РАХ (2021)[237].
- Ларреаль, Даниэла[исп.] (50) — венесуэльская трековая велогонщица, участница Олимпийских игр (1992, 1996, 2000, 2004, 2012)[238].
- Петков, Петко (82) — болгарский шахматный композитор, гроссмейстер (1984)[239].
- Сузенель, Анник де[фр.] (101) — французская писательница[240].
- Трейнор, Ноэл (73) — ирландский католический прелат и ватиканский дипломат, апостольский нунций при Европейском союзе (с 2022)[241].

## 10 августа

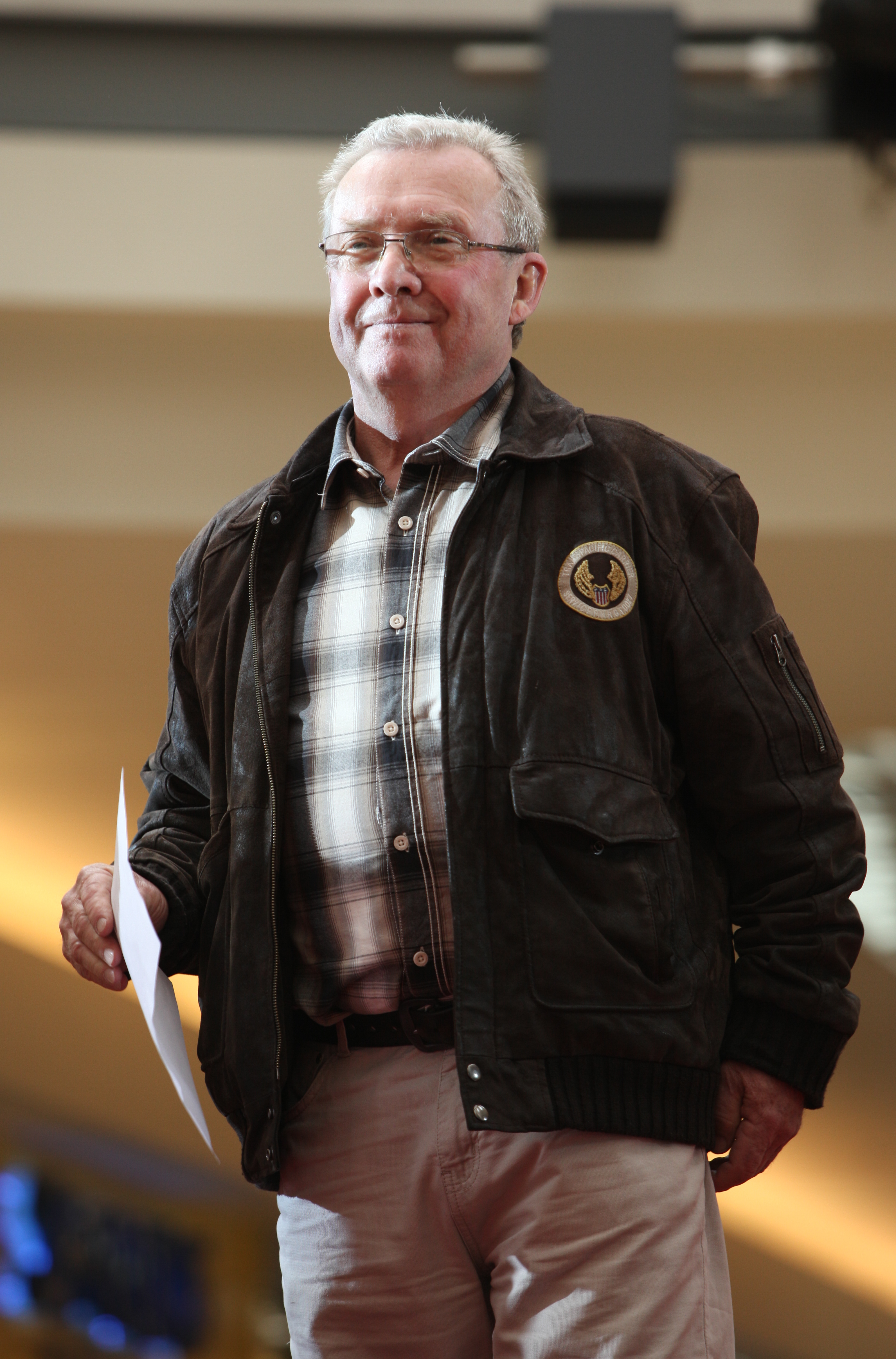
Рудольф Елинек

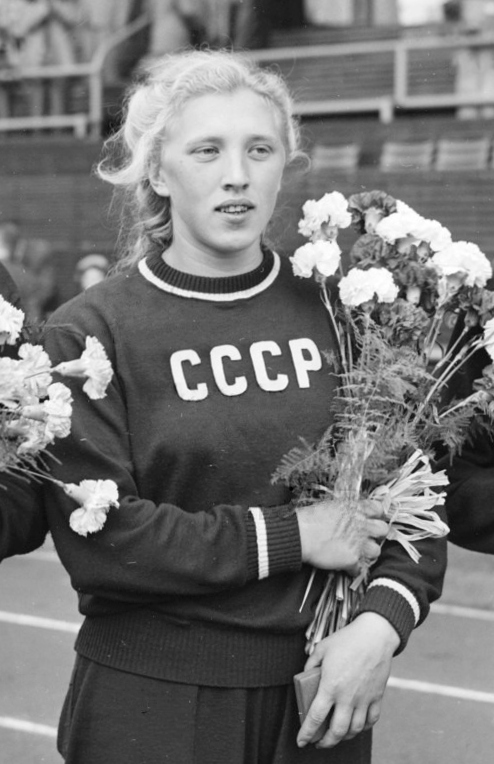
Галина Зыбина

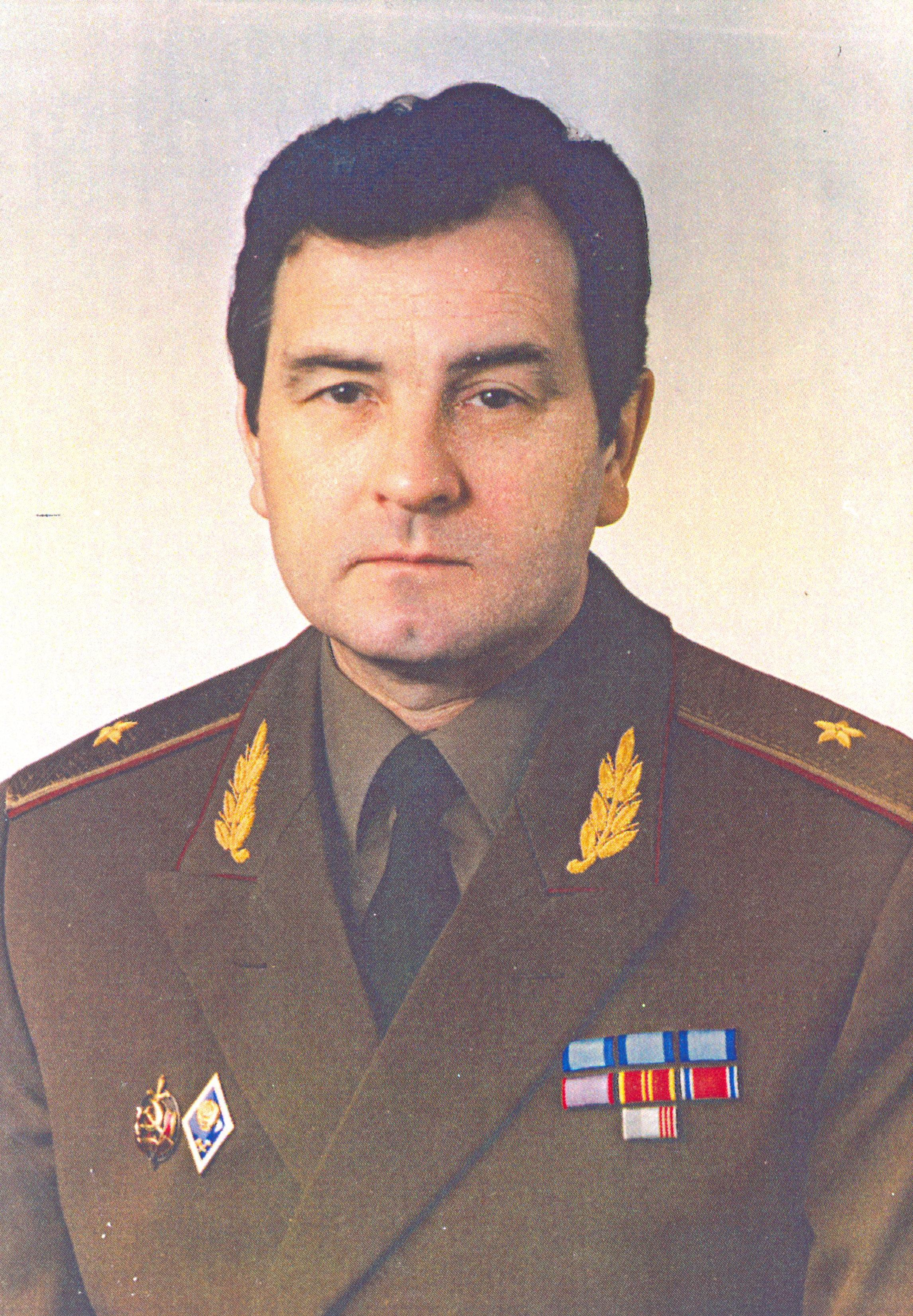
Виктор Карпочев

- Айоцян, Ваагн — армянский политический деятель, депутат Национального собрания (1995—1999)[242].
- Белли, Карлос Херман[исп.] (96) — перуанский поэт, лауреат премии Пабло Неруды (2006)[243].
- Бородай, Алексей Сергеевич (77) — советский и российский космонавт-испытатель, полковник авиации (1985)[244].
- Елинек, Рудольф (89) — чешский актёр[245].
- Зыбина, Галина Ивановна (93) — советская легкоатлетка, олимпийская чемпионка в толкании ядра (1952)[246].
- Кано Гонсалес, Сусана[исп.] (75) — мексиканская политическая деятельница, депутат Конгресса (с 2018)[247].
- Карпочев, Виктор Александрович (84) — советский и российский государственный и партийный деятель, второй секретарь Горьковского обкома КПСС (1988—1990), заместитель министра внутренних дел СССР — начальник политического управления (1990—1991)[248].
- Кузнецова, Алина Вацлавовна (86) — советская и российская актриса, народная артистка Российской Федерации (1995)[249].
- Манроу, Лиам[англ.] (90) — ирландский футболист, игрок национальной сборной[250].
- Мжиглоцкая, Изабеля (65) — польский политик, депутат Сейма (с 2005)[251].
- Моффитт, Пегги (84) — американская фотомодель и актриса[252].
- Мошкова, Марина Глебовна (95) — советский и российский археолог[253].
- Сингх, Натвар[англ.] (95) — индийский политический деятель и дипломат, депутат Лок сабхи (1984—1989), министр иностранных дел (2004—2009)[254].
- Шестакова, Людмила Марковна (67) — советская и российская актриса, заслуженная артистка Российской Федерации (2022)[255].
- Шоптраянов, Боян[макед.] (87) — северомакедонский химик, академик МАНУ (1996)[256].

## 9 августа

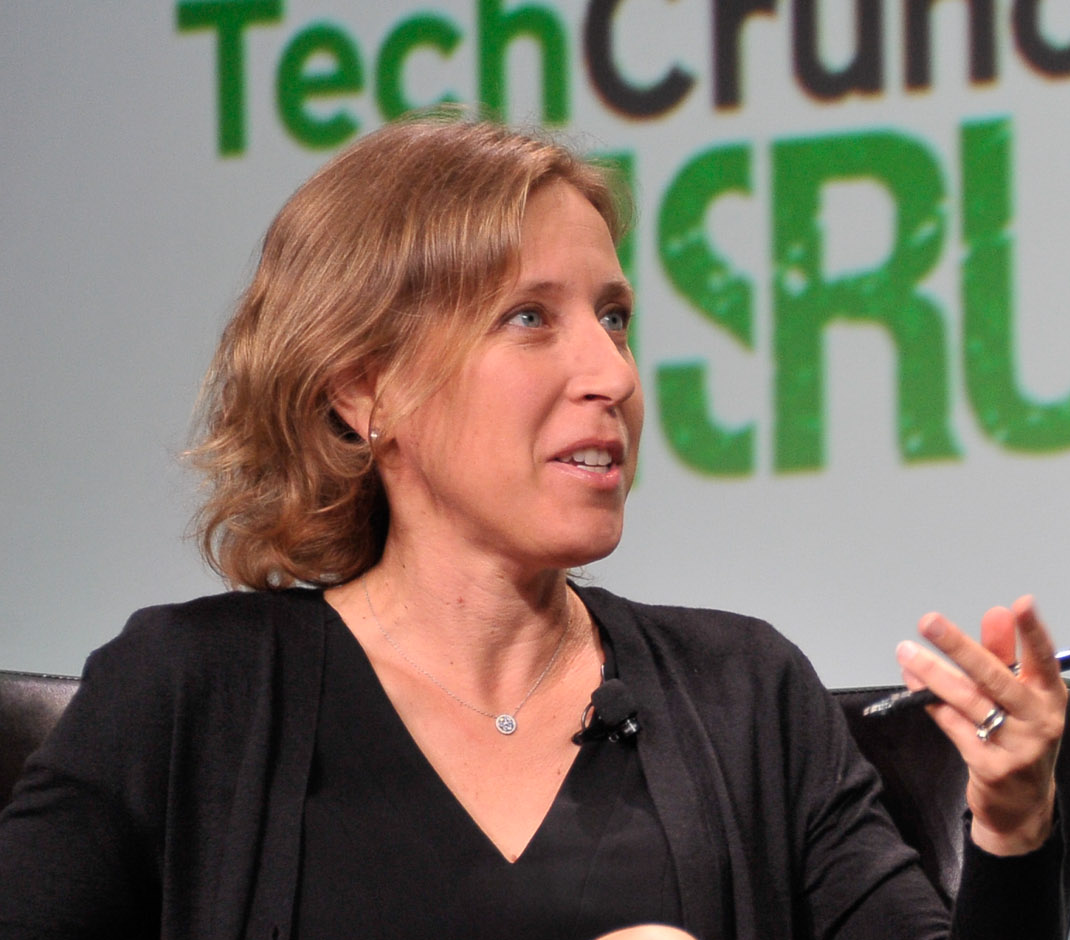
Сьюзен Воджитски

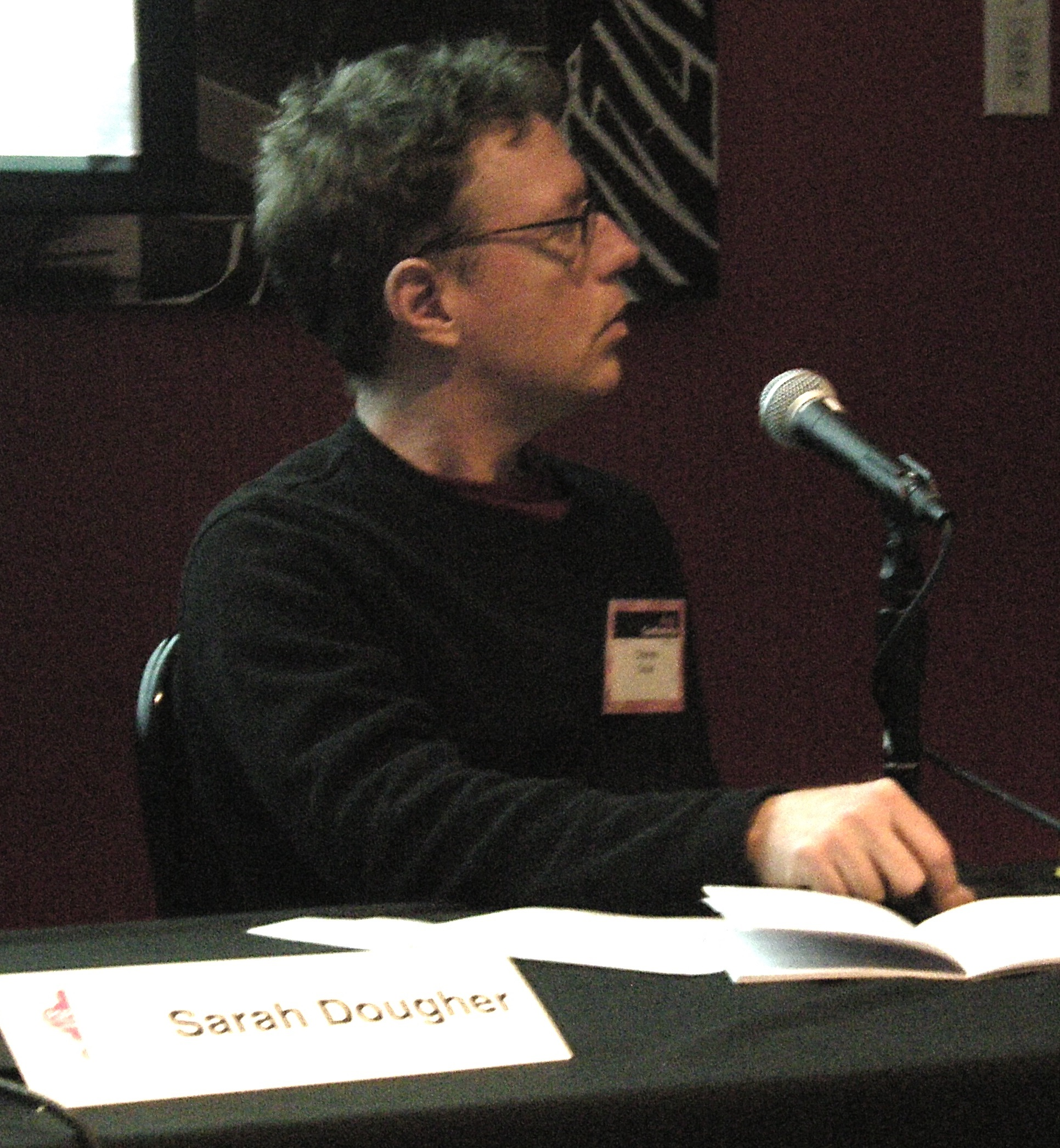
Чарльз Кросс

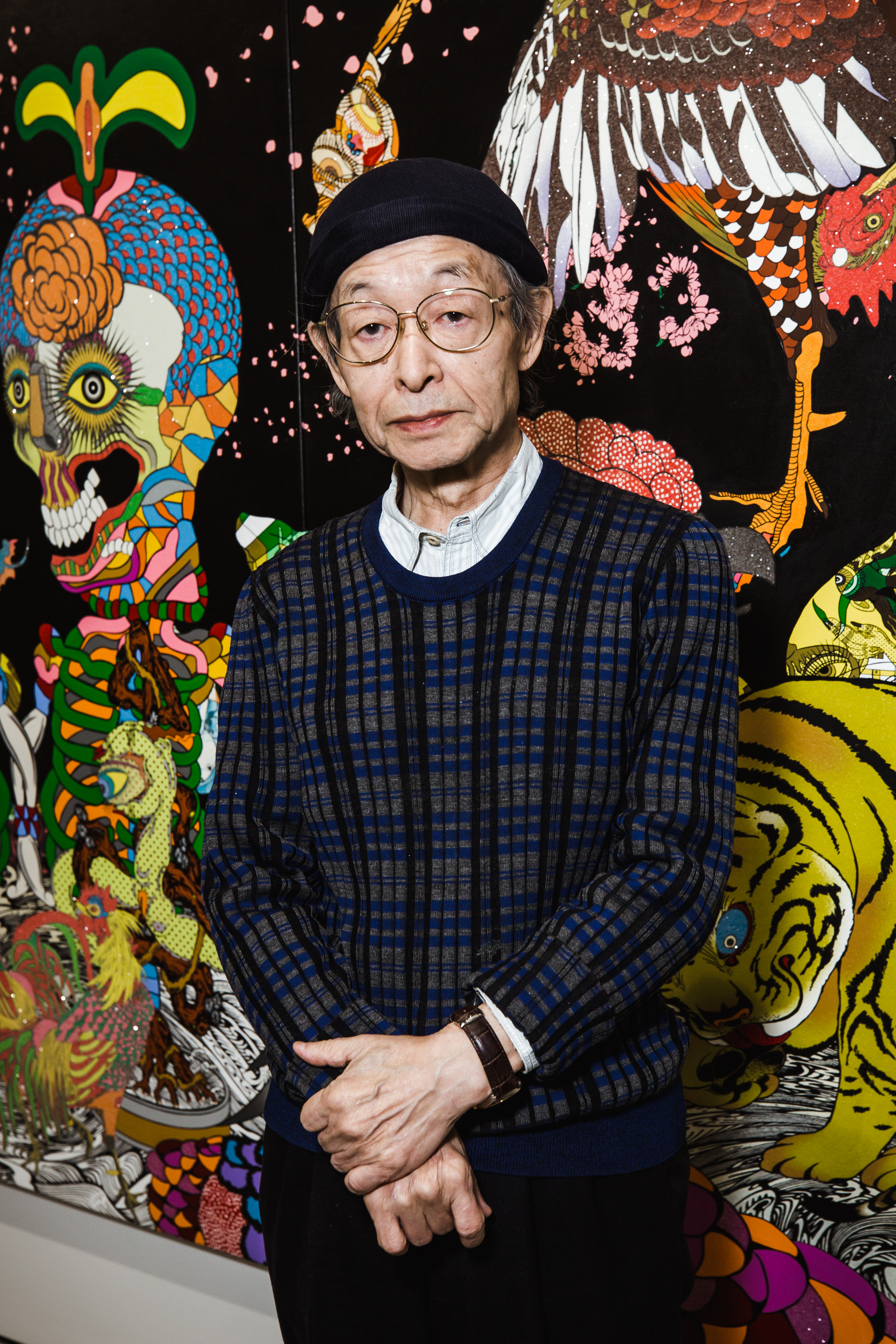
Кэйити Танаами

- Бережной, Юрий Анатольевич (88) — советский и украинский физик, заслуженный деятель науки и техники Украины (2016)[257].
- Воджитски, Сьюзен (56) — американская предпринимательница, генеральный директор YouTube (2014—2023)[258].
- Кёниг, Каспер[нем.] (80) — немецкий искусствовед, куратор[259].
- Кросс, Чарльз (67) — американский музыкальный журналист и писатель[260].
- Ле Дизес, Маривонн (84) — французская скрипачка[261].
- Пальцева, Римма Алексеевна (75) — советская и российская спортсменка (бег на сверхдлинные дистанции), чемпионка мира и Европы по суточному бегу в командном зачёте (2005)[262].
- Танаами, Кэйити (88) — японский художник и графический дизайнер[263].

## 8 августа

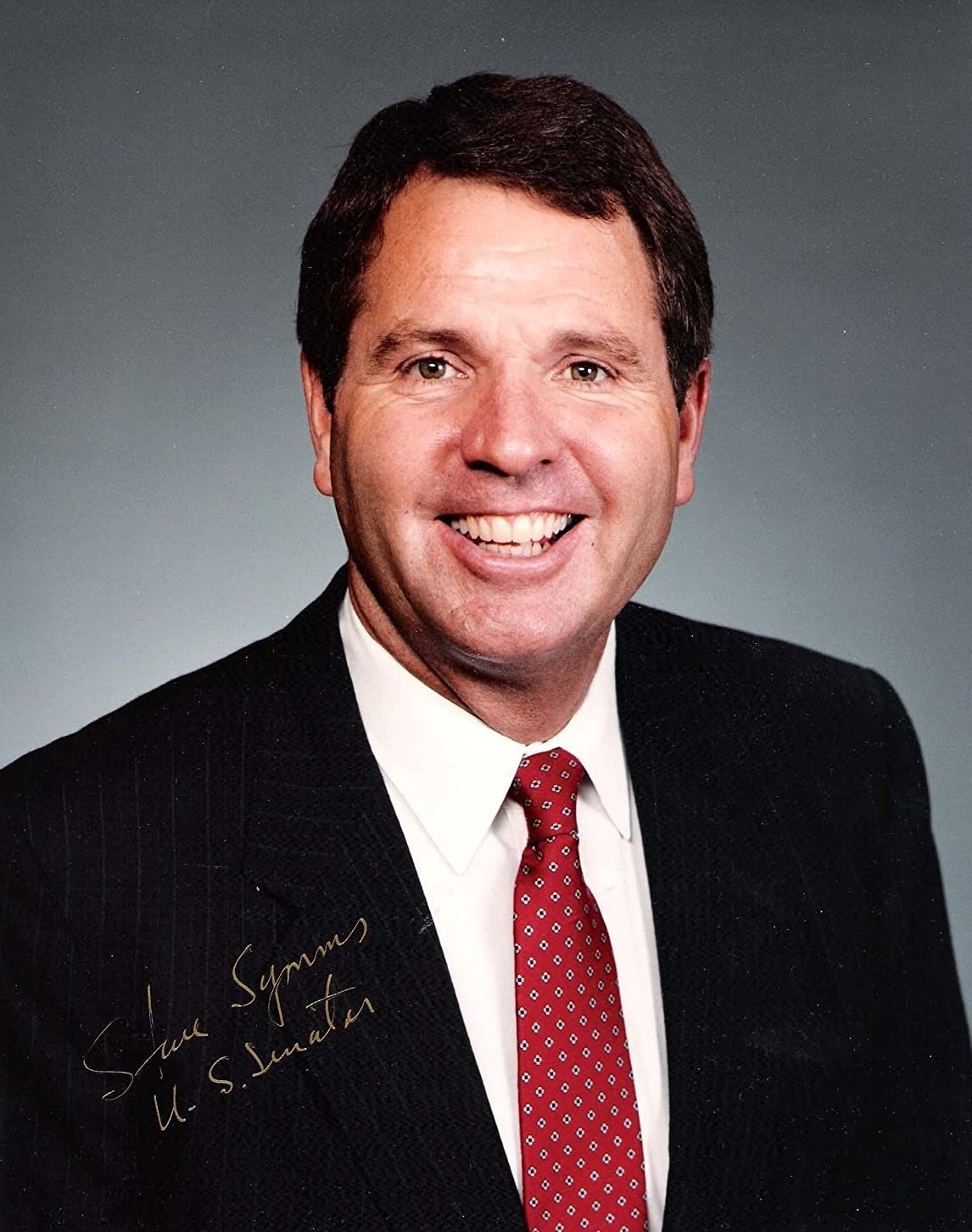
Стив Симмс

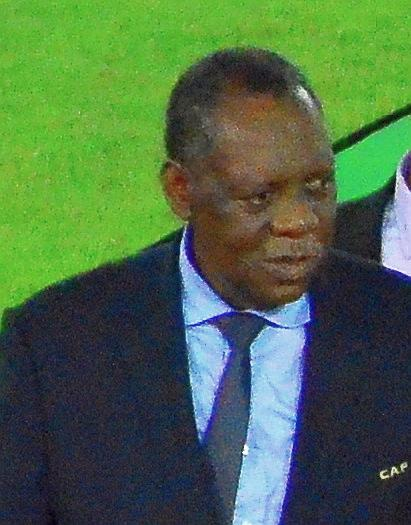
Исса Хаяту

- Алпатов, Макар Леонидович (83) — советский и российский певец и режиссёр, художественный руководитель театра «Родом из блокады» (с 1994), заслуженный артист Российской Федерации (1994), заслуженный деятель искусств Российской Федерации (2005)[264].
- Баутиста Кинтеро, Хосе Фернандо[исп.] (60/61) — колумбийский политический деятель и дипломат, министр связи и информационных технологий (1997—1998)[265].
- Гонсалес Руис, Эдуардо[исп.] (80) — испанский футболист и футбольный тренер[266].
- Грубрих-Симитис, Ильза (88) — немецкий психоаналитик[267].
- Катанцарити, Франческо[итал.] (91) — итальянский экономист и политик, член Палаты депутатов Италии (1972—1976)[268].
- Конверс, Кейси[англ.] (66) — американский пловец, участник Олимпийских игр (1976)[269].
- Литтл, Алан[англ.] (69) — английский футболист и футбольный тренер[270].
- Mакколл, Митци[англ.] (93) — американская актриса[271].
- Mарлатт, Харви[англ.](75) — американский баскетболист[272].
- Мндоянц, Александр Ашотович (74) — советский и российский пианист, заслуженный артист РСФСР (1991)[273].
- Островская, Малгожата (66) — польский политик, депутат Сейма (1993—2007)[274].
- Пирни, Брюс[англ.] (81) — канадский толкатель ядра, участник Олимпийских игр (1972, 1976)[275].
- Рамамохан Рао, Кембури[англ.] (74) — индийский политический деятель, депутат Лок сабхи (1989—1991)[276].
- Родригес, Хорхе (56) — мексиканский футболист, игрок национальной сборной[277].
- Симмс, Стив (86) — американский политик, член Палаты представителей (1973—1981), сенатор (1981—1993)[278].
- Такая, Сигэо[яп.] (87) — японский государственный деятель, мэр Окаямы (2005—2013)[279].
- Хаяту, Исса (77) — камерунский спортсмен и спортивный функционер, президент Африканской конфедерации футбола (1988—2017), и. о. президента ФИФА (2015—2016)[280].
- Яськов, Александр Иванович (71) — советский и российский театральный актёр, заслуженный артист Российской Федерации (2000)[281].

## 7 августа

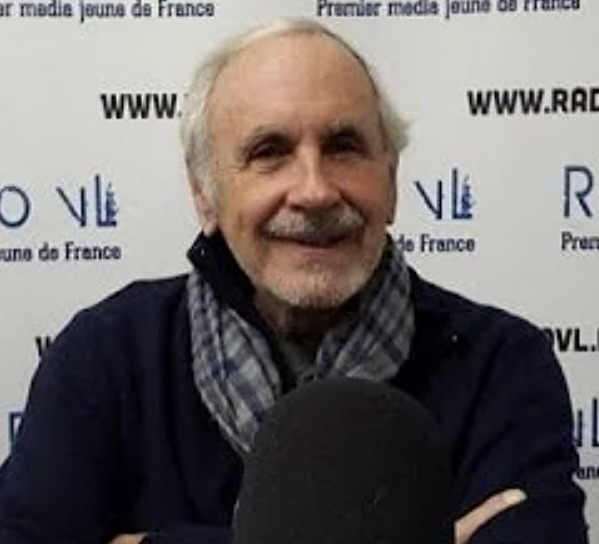
Патрис Лаффон

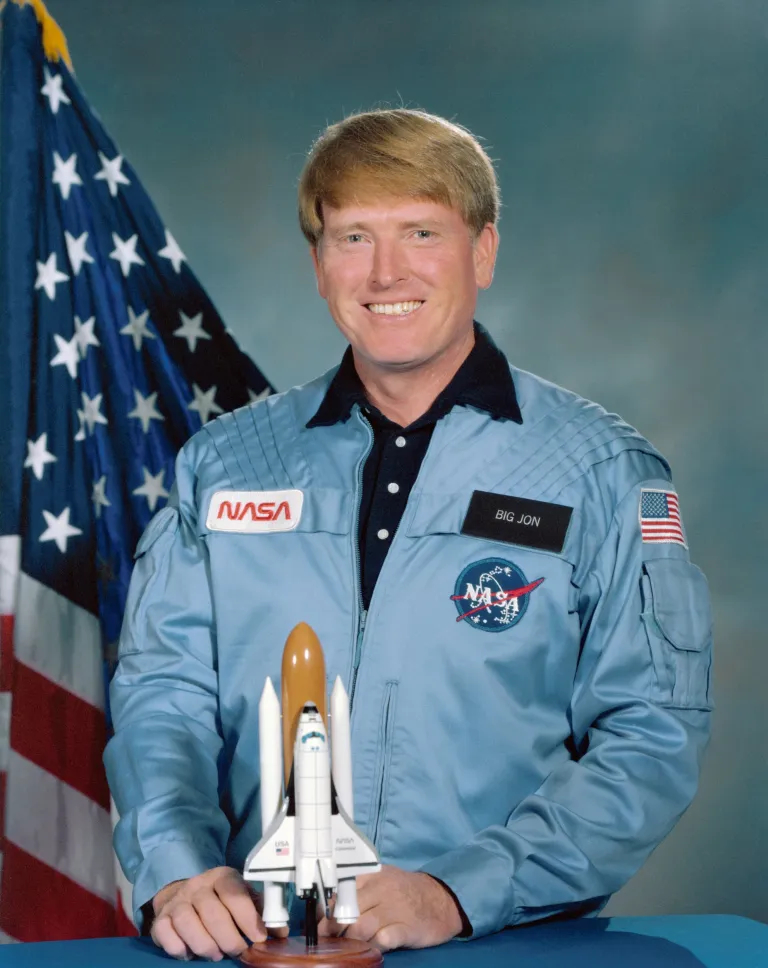
Джон Макбрайд

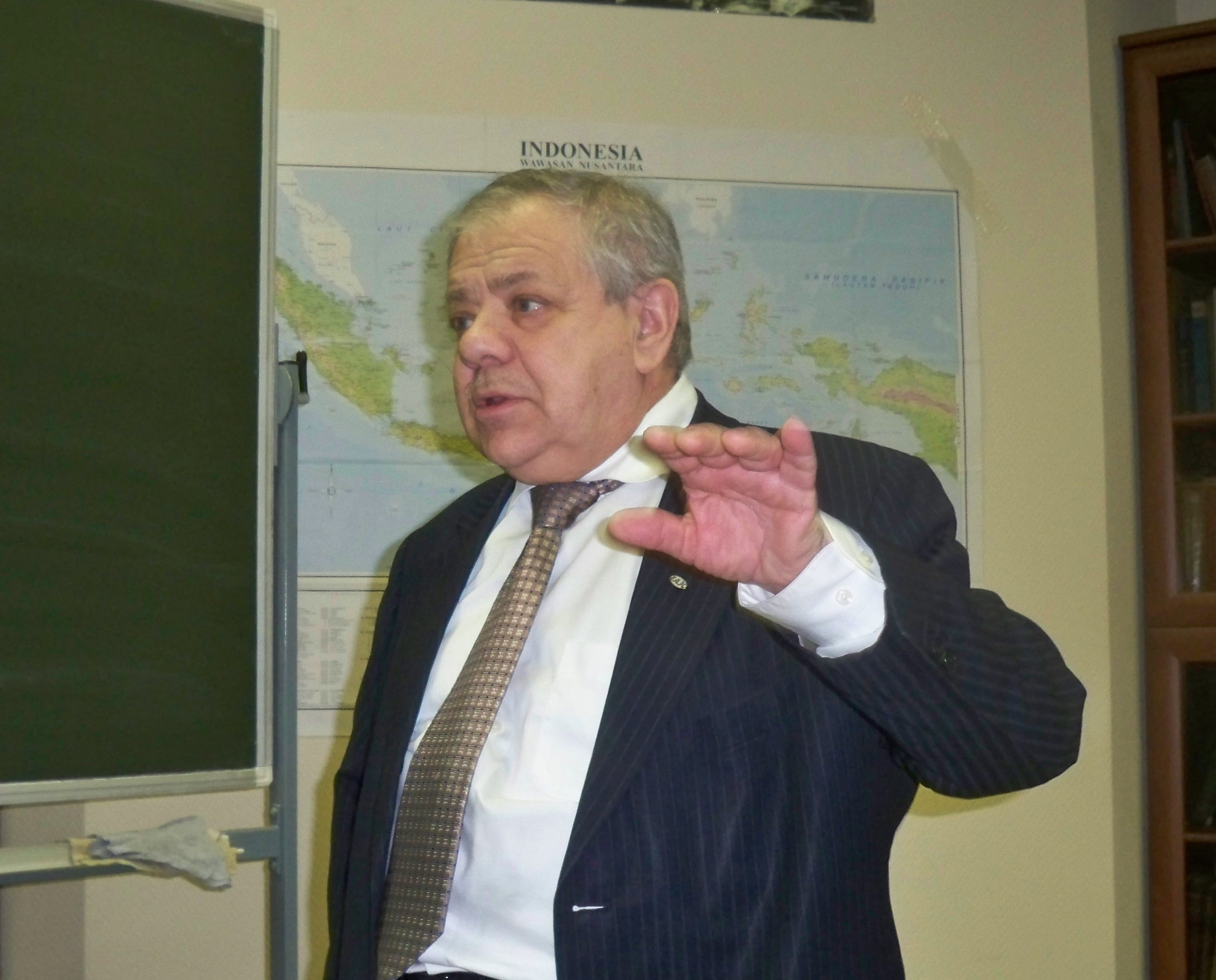
Михаил Членов

- Блобель, Бригитта[нем.] (81) — немецкая писательница и сценаристка[282].
- Вакалюк, Мария Георгиевна (91) — советский и украинский передовик сельского хозяйства, Герой Социалистического Труда (1952)[283][284].
- Верещетин, Владлен Степанович (92) — советский и российский юрист-международник, заслуженный деятель науки Российской Федерации (1995)[285].
- Лаптяйкин, Александр Николаевич (78) — российский архитектор, заслуженный архитектор Российской Федерации (2006)[286].
- Лаффон, Патрис (84) — французский телеведущий и актёр[287].
- Лыхмус, Уно[эст.] (71) — эстонский юрист, председатель Верховного суда (1998—2004)[288].
- Макбрайд, Джон Эндрю (80) — американский астронавт (STS-41G «Челленджер», 1984)[289].
- Менегоз, Маргарет[фр.] (83) — французский продюсер[290].
- Петерсен, Лисбет[англ.] (85) — датский политик, депутат Фолькетинга (2001—2005)[291].
- Рассел, Джек[англ.] (63) — американский певец и автор песен, сооснователь и вокалист рок-группы Great White[292].
- Руаг, Мари-Жозе[фр.] (86) — французская политическая деятельница, депутат Национального собрания (2007—2012), министр по делам семьи (2004)[293].
- Членов, Михаил Анатольевич (83) — советский и российский этнограф, востоковед и общественный деятель[294].
- Януцци, Лино[итал.] (96) — итальянский журналист и политик, сенатор (1968—1972, 2001—2008)[295].

## 6 августа

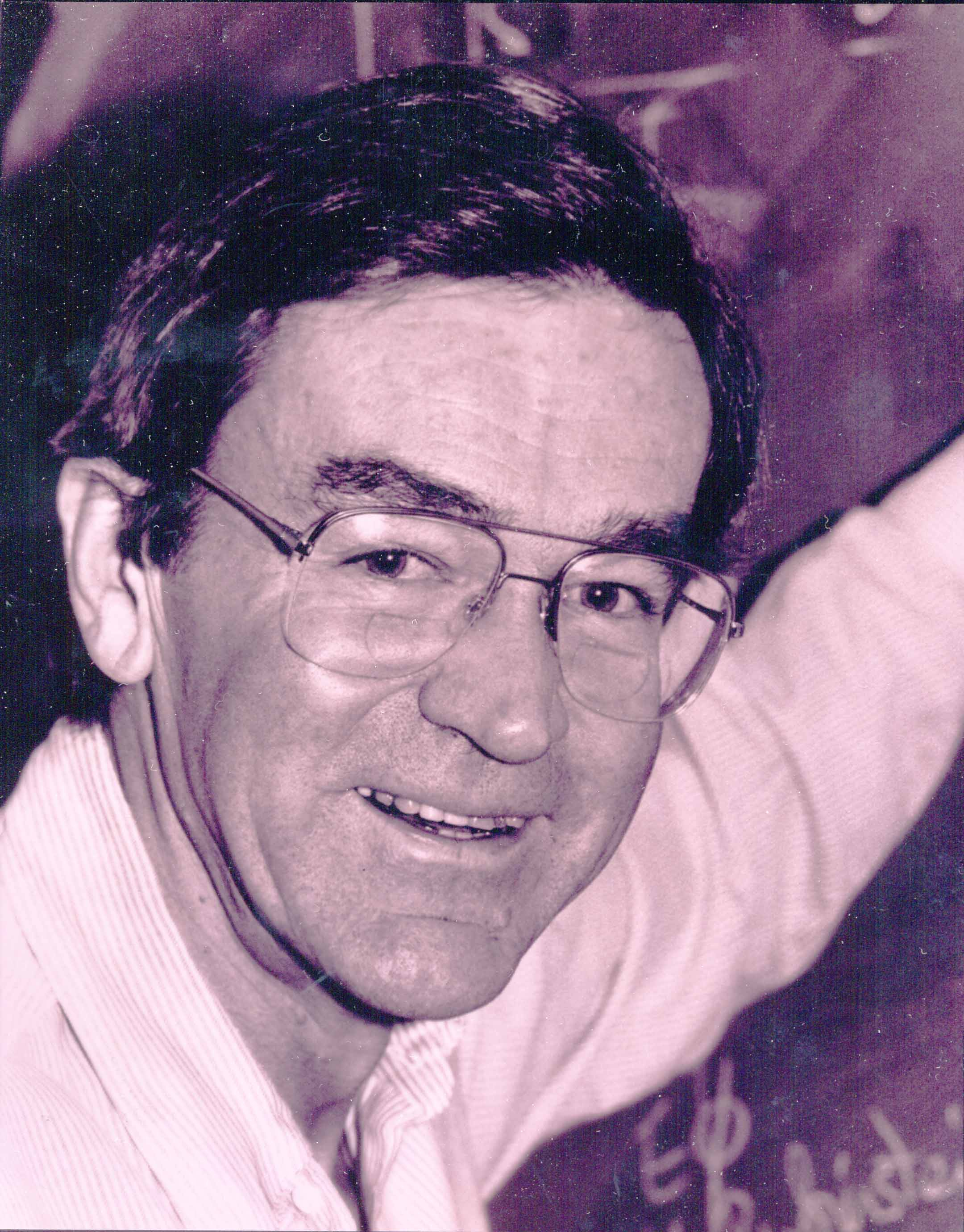
Джеймс Бьёркен

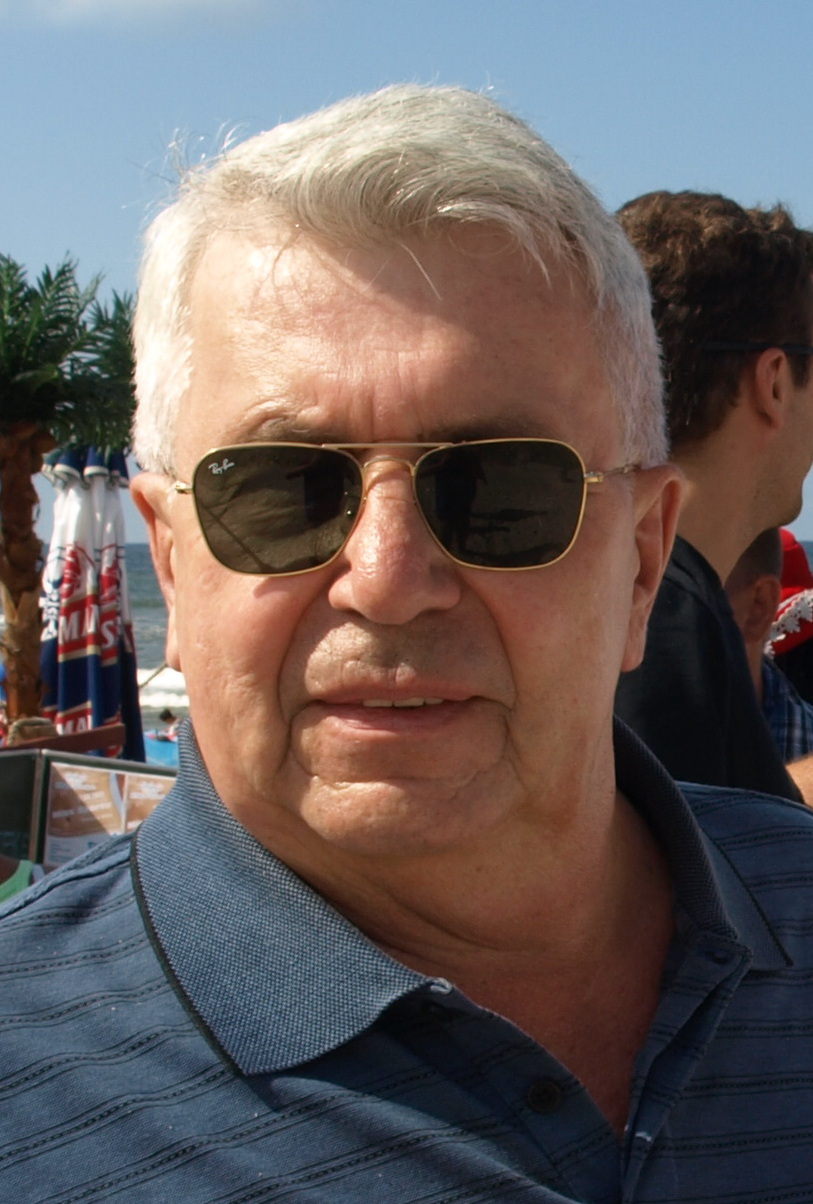
Вальдемар Маршалек

- Абдуллаев, Магомед Абдуллаевич (93) — советский и российский философ[296].
- Бейн, Рон[англ.] (79) — британский актёр и режиссёр[297].
- Бьёркен, Джеймс (90) — американский физик-теоретик, член НАН США (1973), иностранный член РАН (2006)[298].
- Кантер, Джей[англ.] (97) — американский продюсер[299].
- Маршалек, Вальдемар (82) — польский спортсмен (водно-моторный спорт), шестикратный чемпион мира (1979, 1980, 1981,1983, 1989, 1993)[300].
- Помарес, Мерседес (70) — кубинская волейболистка, чемпионка мира (1978)[301].
- Пломп, Ханс[нидерл.] (80) — нидерландский поэт, питсатель и драматург[302].
- Томсон, Бобби (86) — шотландский футболист[303].
- Ульман, Майрон[англ.] (77) — американский бизнесмен, генеральный директор JCPenney (2004—2011, 2013—2016)[304].
- Чиуме, Конни[англ.] (72) — южноафриканская актриса[305].
- Экпу, Патрик Эбоселе (92) — нигерийский католический прелат, архиепископ Бенин-Сити (1973—2006)[306].

## 5 августа

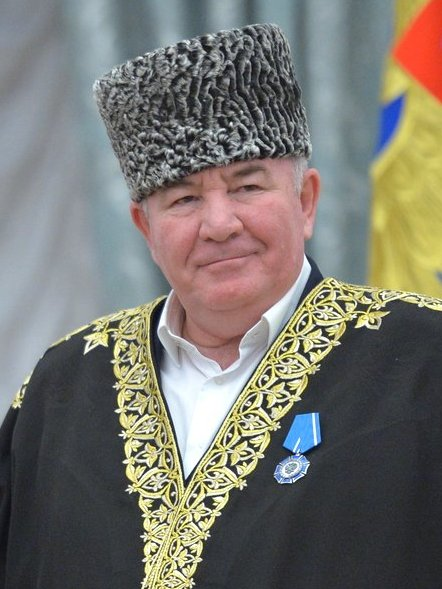
Исмаил Бердиев

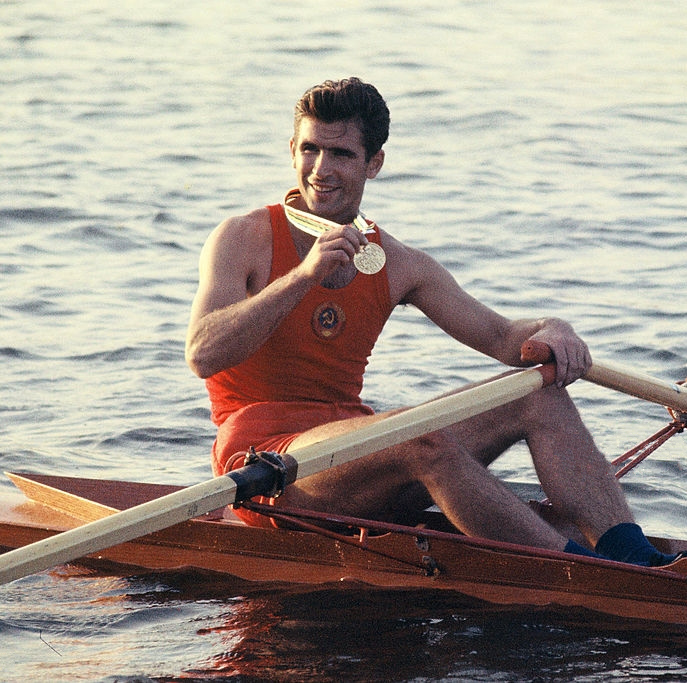
Вячеслав Иванов

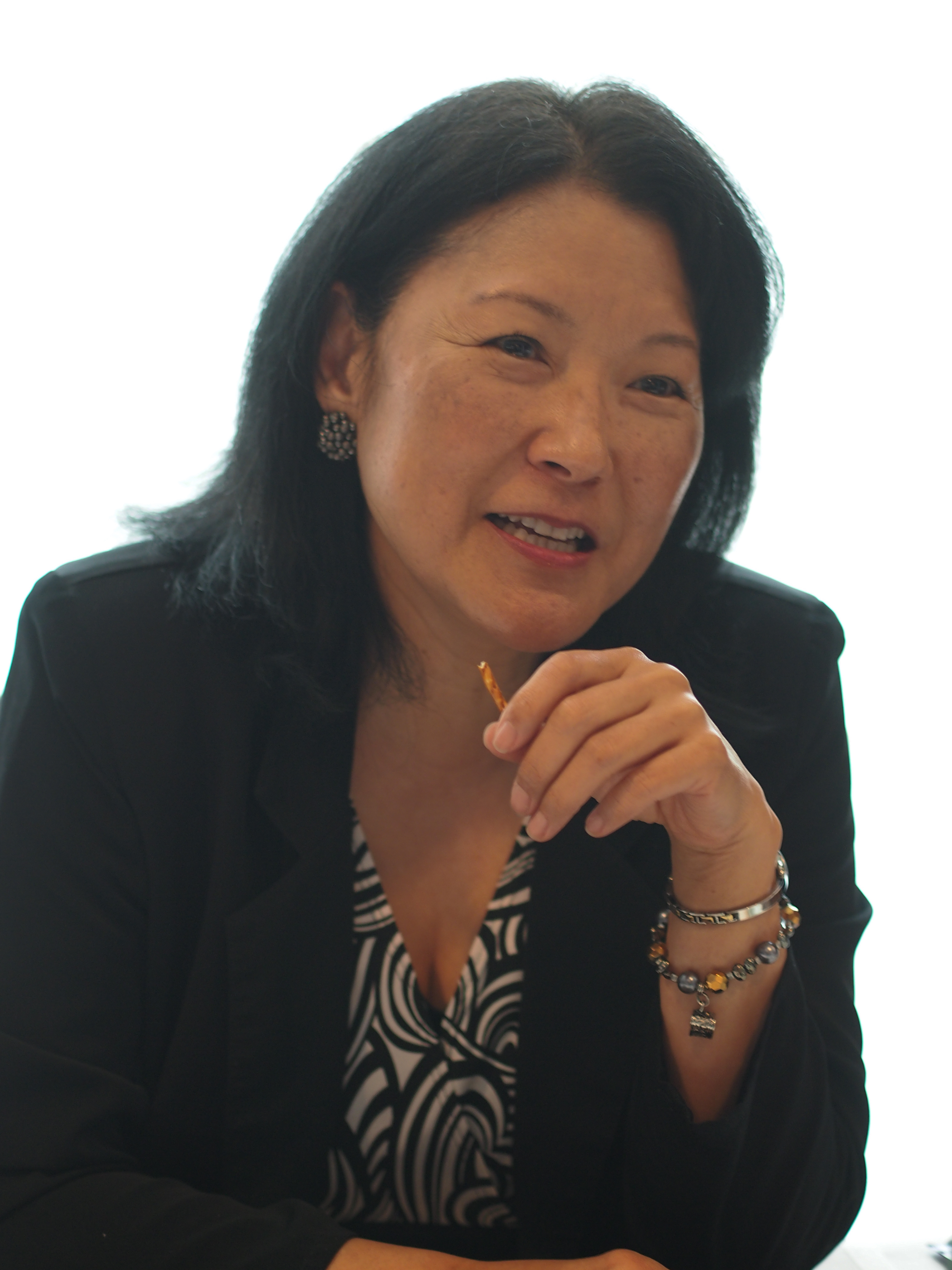
Патти Ясутаки

- Абрамов, Марк Евгеньевич (84) — советский и российский музыкант, заслуженный артист РСФСР (1988)[307].
- Адилио[порт.] (68) — бразильский футболист[308].
- Акменьлаукс, Арнис (87)  — советский и латвийский режиссёр документального кино и сценарист. Лауреат премии «Большой Кристап» и  Государственной премии Латвийской ССР[309].
- Апреа, Джон[англ.] (83) — американский актёр[310].
- Бердиев, Исмаил Алиевич (70) — российский религиозный деятель, председатель Координационного центра мусульман Северного Кавказа (с 2003)[311].
- Борха, Вильсон[исп.] (71) — колумбийский политический деятель, депутат Конгресса (2002—2010)[312].
- Ганжа, Степан Александрович (82) — украинский мастер ковроткачества[313].
- Даунс, Генри[англ.] (92) — британский бодибилдер, победитель конкурса «Мистер Вселенная» среди любителей (1960)[314].
- Домбровский, Виктор Николаевич (90) — советский хоккеист и хоккейный арбитр[315].
- Доэрти, Джим[англ.] (65) — шотландский футболист[316].
- Иванов, Вячеслав Николаевич (86) — советский спортсмен (академическая гребля), трёхкратный олимпийский чемпион (1956, 1960, 1964)[317].
- Ли Чуньтин[кит.] (87) — китайский политик, губернатор Шаньдуна (1995—2001)[318].
- Лопес, Серхио[порт.] (83) — бразильский футболист и тренер, игрок национальной сборной[319].
- Маньо, Даниэль[исп.] (92) — испанский футболист[320].
- Мустафа, Мумтаз[англ.] (?) — пакистанский политик, депутат Национальной ассамблеи (с 2024)[321].
- Панов, Евгений Николаевич (88) — советский и российский зоолог[322].
- Пэсат, Юрие (51) — молдавский политик, депутат Парламента (с 2021)[323].
- Скобов, Юрий Георгиевич (75) — советский лыжник, олимпийский чемпион (1972)[324].
- Торп, Грэм[англ.] (55) — английский игрок в крикет, игрок национальной сборной[325].
- Херд, Джордж (88) — шотландский футболист, игрок национальной сборной[326].
- Чаби Као, Паскаль[англ.] (89) — бенинский политик, министр экономики и финансов (1967—1969, 1970—1972)[327].
- Ясутаке, Патти (70) — американская актриса[328].

## 4 августа

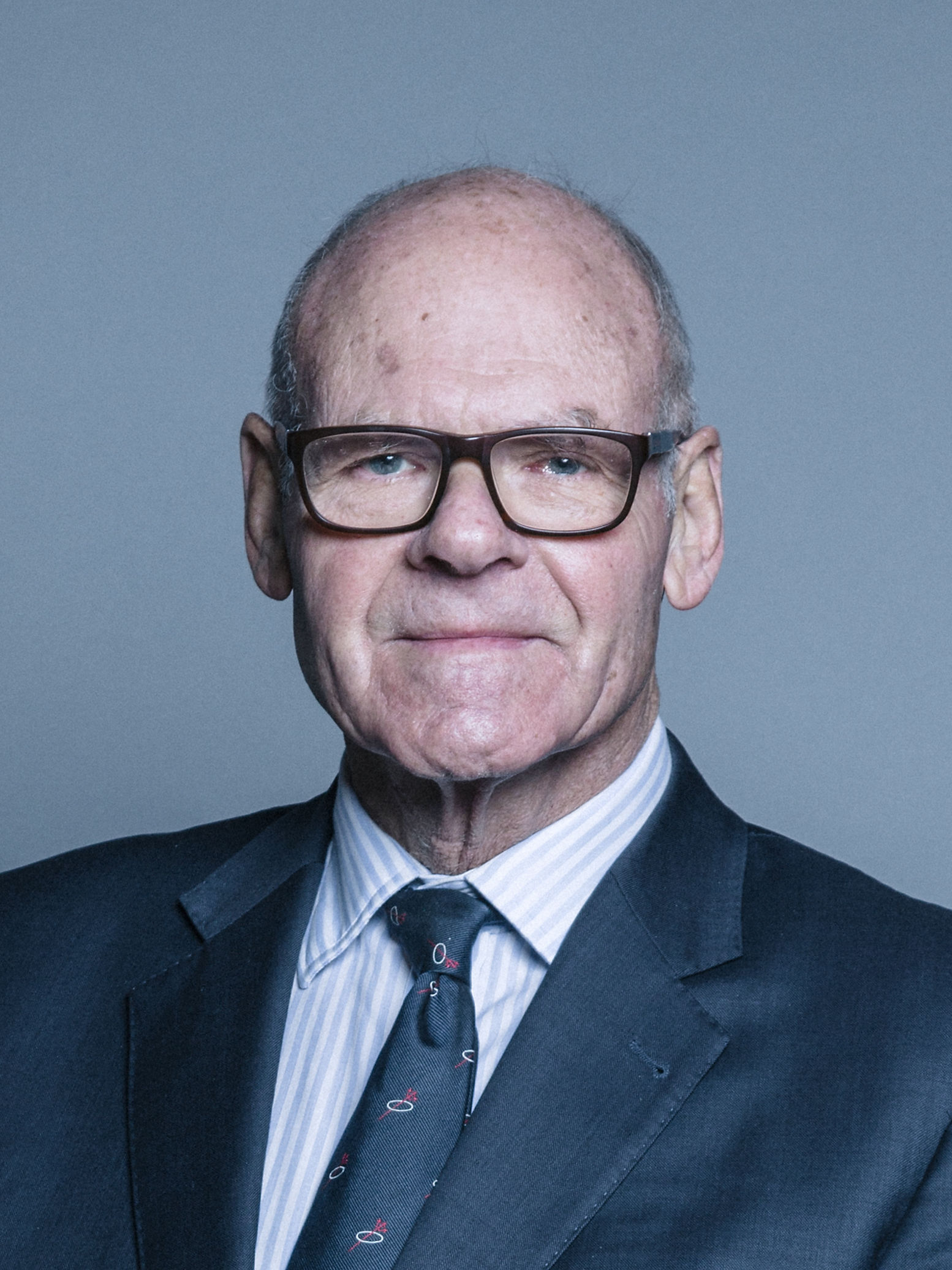
Энтони Гамильтон-Смит

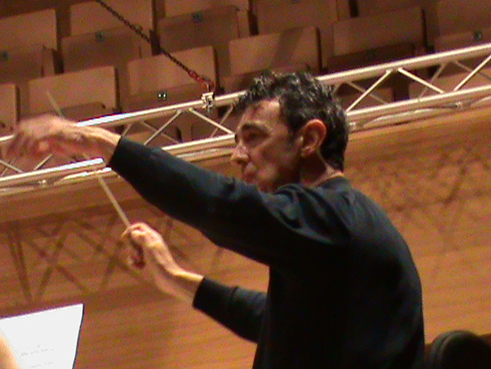
Мигель Анхель Гомес Мартинес

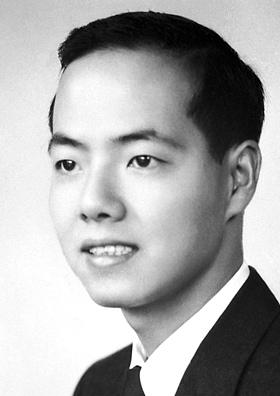
Ли Чжэндао

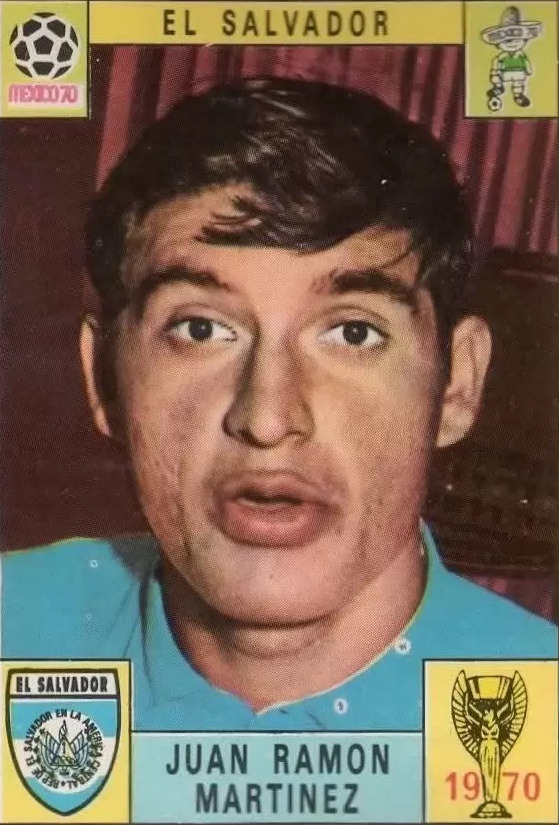
Хуан Рамон Мартинес

- Бакальчук, Михаил Ильич[укр.] (85) — украинский артист разговорного жанра и телеведущий, народный артист Украины (1998)[329].
- Вульфсон, Иосиф Исаакович (93) — советский и российский учёный-механик, заслуженный деятель науки Российской Федерации (2002)[330].
- Гамильтон-Смит, Энтони, 3-й барон Колуин (82) — британский пэр и политик, член Палаты лордов (с 1967)[331].
- Голдман, Алвин[англ.] (85) — американский философ, автор казуальной теории познания[англ.][332].
- Гомес Мартинес, Мигель Анхель (74) — испанский дирижёр и композитор[333].
- Гусев, Александр Петрович (74) — советский и российский актёр, заслуженный артист РСФСР (1989)[334].
- Дьяченко, Людмила Александровна (80) — советская и российская актриса и режиссёр, заслуженный деятель искусств Российской Федерации (2003)[335].
- Латышев, Анатолий (63) — молдавский певец, народный артист Молдовы (2016)[336].
- Ли Чжэндао (97) — китайско-американский физик, лауреат Нобелевской премии по физике (1957)[337].
- Мартинес, Хуан Рамон (76) — сальвадорский футболист, игрок национальной сборной[338].
- Монтеверде, Лили[англ.] (85) — филиппинский кинопродюсер[339].
- Савин, Эманоил[рум.] (65) — румынский политик, член Палаты депутатов (2004—2016), сенатор (2016—2020)[340].
- Сайферс, Чарльз (85) — американский актёр[341].
- Стронг, Джереми[англ.] (74) — английский детский писатель[342].

## 3 августа
- Джанноне, Сальваторе[итал.] (88) — итальянский спринтер, участник Олимпийских игр (1960)[343].
- Дьюлаи, Эндре[венг.] (93) — венгерский католический прелат, епископ Сегеда-Чанады (1987—2006)[344].
- Иконен, Паси[фин.] (44) — финский спортсмен по спортивному ориентированию, чемпион мира (2001)[345].
- Копп, Вадим Яковлевич[укр.] (73) — советский и украинский учёный в области моделирования автоматизированных систем, заслуженный деятель науки и техники Украины (2009)[346].
- Мартин, Шон[англ.] (45) — американский музыкант (Snarky Puppy), семикратный обладатель премии «Грэмми»[347].
- Менезис, Антониу (66) — бразильский виолончелист[348].
- Муггеруд, Роальд[англ.] (92) — норвежский футболист, игрок национальной сборной[349].
- Муса, Мустафа (62) — алжирский боксёр, бронзовый призёр Олимпийских игр (1984)[350].
- Ортис Пинкетти, Хосе Агустин[исп.] (87) — мексиканский политик, член Палаты депутатов (2003—2006)[351].
- Подвеско, Виктор Васильевич (72) — советский футболист[352].
- Робертс, Рональд[англ.] (83) — британский ветеринарный патолог, пионер в изучении болезней рыб[353].
- Серрано, Теофило[исп.] (74) — испанский политик, сенатор (1991—1994)[354].
- Степанян, Калин Ервандович (69) — советский и российский футболист и футбольный тренер[355].
- Теофанис, Димитрис (91) — греческий футболист и футбольный тренер[356].
- Фромдаен, Флоен[тайск.] (85) — таиландский певец, Национальный деятель искусств Таиланда (2012)[357].
- Шенк, Джордж[англ.] (82) — американский сценарист и продюсер[358].

## 2 августа
- Бринкат, Джо[англ.] (80) — мальтийский юрист и политик, министр юстиции (1979—1981), член Парламентской ассамблеи Совета Европы (1971—1992)[359].
- Годар, Мишель[фр.] (90) — французский политик, депутат Национального собрания (1993—1997)[360].
- Гилинов, Вячеслав Львович (91) — советский и российский актёр, заслуженный артист РСФСР (1984)[361].
- Картер, Алан[англ.] (59) — валлийский регбист, игрок сборной Уэльса[362].
- Клегг, Джон[англ.] (90) — британский актёр[363].
- Ковач, Нику[рум.] (77) — румынский рок-музыкант, гитарист и вокалист группы Transsylvania Phoenix[364].
- Кодоньято, Серджо[итал.] (80) — итальянский футболист[365].
- Конте, Абдулаи[англ.] (78) — сьерра-леонский политик, вице-президент (1991—1992), главный судья Белиза (2000—2010)[366].
- Мавренски, Ивица[серб.] (58) — сербский баскетболист и тренер[367].
- Ортманн, Вальтер[англ.] (102) — бразильский долгожитель, которому принадлежал мировой рекорд Гиннесса за самую продолжительную карьеру в одной компании (84 года)[368].
- Састри, Аджай[англ.] (50) — индийский кинорежиссёр[369].
- Сейе, Бернар[фр.] (83) — французский политик, сенатор (1989—2008)[370].
- Сейсян, Рубен Павлович (87) — советский и российский физик, иностранный член НАН Армении (2008)[371].

## 1 августа
- Банашик, Кшиштоф[пол.] (54) — польский актёр[372].

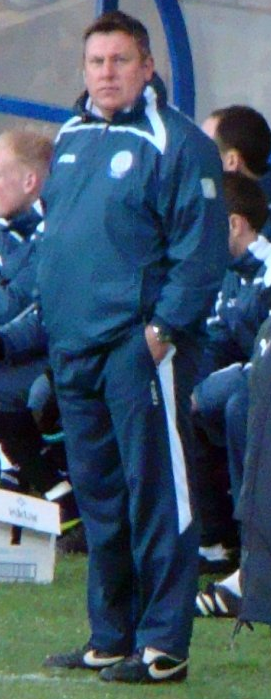
Крейг Шекспир

- Боттин, Пина[итал.] (91) — итальянская актриса[373].
- Брандт, Райнер[нем.] (88) — немецкий актёр[374].
- Бьёльбакк, Стейнар[норв.] (77) — норвежский хоккеист, игрок национальной сборной, участник Олимпийских игр (1968)[375].
- Ванси, Даниэль[фр.] (42) — камерунский футболист[376].
- Губаз, Джансух Шатугович (88) — советский и абхазский государственный и общественный деятель, председатель Сухумского горисполкома (1986—1992)[377].
- Кассиди, Томми (73) — североирландский футболист и спортивный менеджер, игрок национальной сборной[378].
- Краус, Петер (83) — западногерманский игрок в хоккей на траве, олимпийский чемпион (1972)[379].
- Приходько, Людмила Ивановна (79) — советская и украинская актриса, народная артистка Украины (1993)[380].
- Прокеш, Зденек (71) — чехословацкий футболист, игрок национальной сборной[381].
- Риос, Мария Эухения (88) — мексиканская актриса[382].
- Селзник, Даниел[англ.] (88) — американский продюсер[383].
- Соломон, Моррис (80) — американский серийный убийца[384].
- Уотсон, Пэтти Джо[англ.] (92) — американский археолог и антрополог, член НАН США (1988)[385].
- Филимонов, Дмитрий Олегович (52) — советский и российский хоккеист, игрок сборной СССР[386].
- Фуркад, Бертран[фр.] (81) — французский регбист и тренер, тренер сборной Италии по регби[387].
- Хейфлик, Леонард (96) — американский анатом, открыватель предела Хейфлика[388].
- Шекспир, Крейг (60) — английский футболист и футбольный тренер[389].
- Энгельман, Леонард[англ.] (83) — американский визажист[390].
- Юрьо, Виллу[эст.] (73) — эстонский лютеранский священник, депутат Верховного Совета Эстонской ССР/Эстонской республики (1990—1992)[391].